# Historia del Metro de Santiago

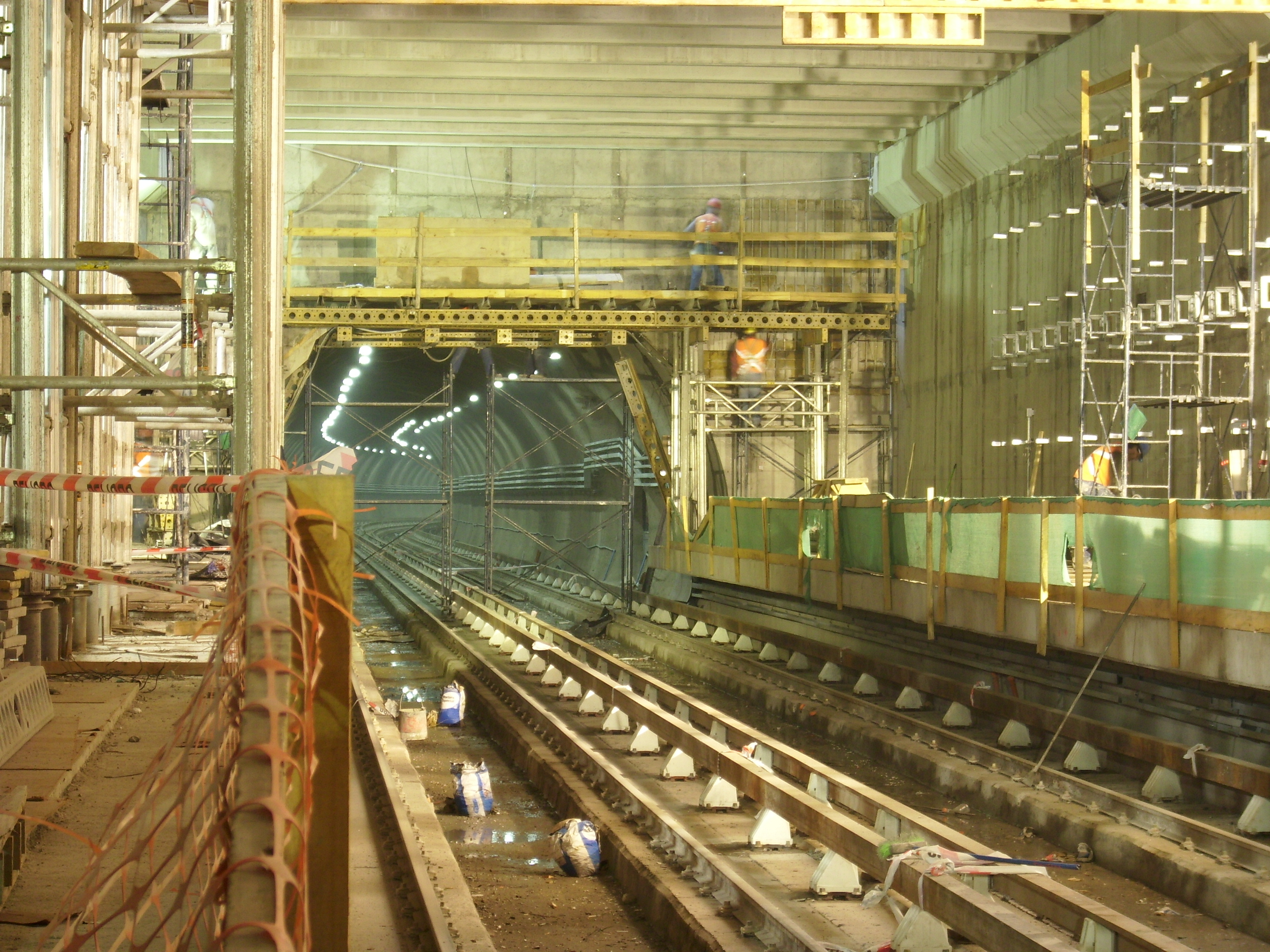
Construcción de la estación Del Sol en 2010.

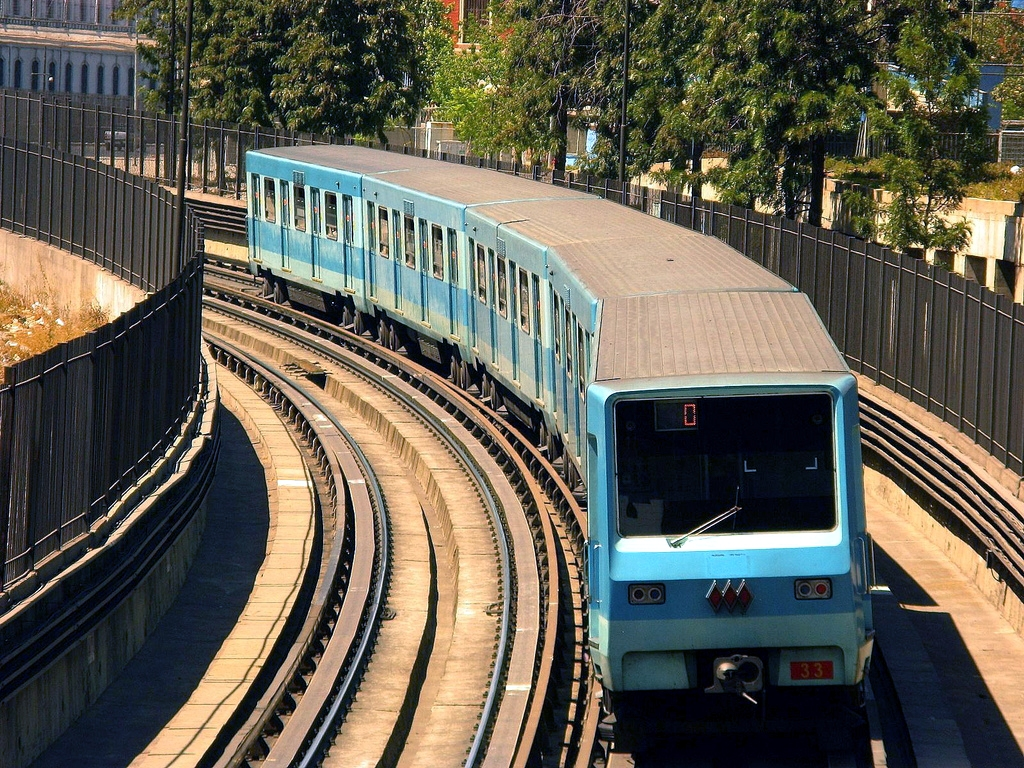
Tren NS-74 en la Línea 2.

La historia del Metro de Santiago se remonta a las primeras ideas de establecer un sistema de ferrocarriles urbanos en Santiago de Chile, desde 1917. Luego de diversos planes, en 1968 fue aprobada la idea de establecer un ferrocarril subterráneo en el centro de la capital chilena por el gobierno de Eduardo Frei Montalva, iniciando su construcción durante dicha administración y continuando bajo el gobierno de Salvador Allende.
La primera línea del Metro de Santiago fue inaugurada durante la dictadura militar de Augusto Pinochet, el 15 de septiembre de 1975. A partir de esa fecha, la extensión del metro ha aumentado considerablemente, siendo considerado como uno de los sistemas más modernos de Latinoamérica, además de ser el segundo más largo tras el de Ciudad de México. Actualmente, cuenta con siete líneas, 143 estaciones y una extensión de 149 km, transportando aproximadamente 2,3 millones de pasajeros diariamente.
Junto a las siete líneas actualmente operativas, se espera que para 2028 sean inauguradas la futura línea 7 y la extensión de línea 6, mientras que el primer tramo de la línea 9 entre Bio Bío y La Pintana, y el tramo de la línea 8 entre Chile España y Mall Plaza Tobalaba, serían entregados el 2032. Finalmente los tramos entre Bío Bío y Cal y Canto, y La Pintana y Puente Alto de línea 9 y el tramo entre Los Leones y Diagonal Oriente de la línea 8, debieran entregarse al público en 2033.

## Resumen general

Mapa con la futura red del Metro de Santiago con sus nuevas líneas y extensiones.

| Línea | Línea                                        | Largo   | Estac. | Fecha       | Tipo                  |
| ----- | -------------------------------------------- | ------- | ------ | ----------- | --------------------- |
|       | San Pablo - La Moneda                        | 8,4 km  | 12     | 15 sep 1975 | Trinchera-Subterráneo |
|       | Universidad de Chile - Salvador              | 3,2 km  | 5      | 31 mar 1977 | Subterráneo           |
|       | Los Héroes - Franklin                        | 3,8 km  | 5      | 31 mar 1978 | Trinchera-Subterráneo |
|       | El Llano - Lo Ovalle                         | 4,8 km  | 6      | 21 dic 1978 | Subterráneo           |
|       | Manuel Montt - Escuela Militar               | 4,8 km  | 7      | 22 ago 1980 | Subterráneo           |
|       | Santa Ana                                    | 0,7 km  | 1      | 25 jul 1986 | Trinchera             |
|       | Puente Cal y Canto                           | 1 km    | 1      | 15 sep 1987 | Trinchera-Subterráneo |
|       | Baquedano - Bellavista de La Florida         | 10,3 km | 12     | 5 abr 1997  | Viaducto-Subterráneo  |
|       | Bellas Artes - Santa Ana                     | 2,7 km  | 3      | 4 mar 2000  | Subterráneo           |
|       | Cumming - Quinta Normal                      | 1,9 km  | 2      | 31 mar 2004 | Subterráneo           |
|       | Patronato - Cerro Blanco                     | 1,6 km  | 2      | 8 sep 2004  | Subterráneo           |
|       | El Parrón - La Cisterna                      | 2,1 km  | 2      | 22 dic 2004 | Subterráneo           |
|       | Cementerios - Einstein                       | 1,9 km  | 2      | 25 nov 2005 | Subterráneo           |
|       | Vicente Valdés                               | 0,6 km  | 1      | 30 nov 2005 | Subterráneo           |
|       | Vicente Valdés - Plaza de Puente Alto        | 10,9 km | 9      | 30 nov 2005 | Viaducto-Subterráneo  |
|       | Tobalaba - Grecia                            | 7,7 km  | 8      | 30 nov 2005 | Subterráneo           |
|       | Los Presidentes - Vicuña Mackenna            | 6,1 km  | 5      | 2 mar 2006  | Trinchera-Subterráneo |
|       | Vicuña Mackenna - La Cisterna                | 7,7 km  | 6      | 16 ago 2006 | Trinchera             |
|       | Dorsal - Vespucio Norte                      | 3,6 km  | 3      | 21 dic 2006 | Subterráneo           |
|       | San José de la Estrella                      | 0,7 km  | 1      | 5 nov 2009  | Viaducto              |
|       | Manquehue - Los Dominicos                    | 4 km    | 3      | 7 ene 2010  | Subterráneo           |
|       | Gruta de Lourdes - Pudahuel                  | 5,8 km  | 5      | 12 ene 2010 | Subterráneo           |
|       | Barrancas - Plaza de Maipú                   | 8,4 km  | 7      | 3 feb 2011  | Viaducto-Subterráneo  |
|       | Cerrillos - Los Leones                       | 15,3 km | 10     | 2 nov 2017  | Subterráneo           |
|       | Los Libertadores - Fernando Castillo Velasco | 21,2 km | 18     | 22 ene 2019 | Subterráneo           |
|       | Ferrocarril - Plaza Quilicura                | 3,8 km  | 3      | 25 sep 2023 | Subterráneo           |
|       | El Bosque - Hospital El Pino                 | 5,2 km  | 4      | 27 nov 2023 | Subterráneo           |
|       | Lo Errázuriz                                 | 3 km    | 1      | c. 2027     | Subterráneo           |
|       | Isidora Goyenechea                           | 1,4 km  | 1      | c. 2028     | Subterráneo           |
|       | Brasil - Estoril                             | 26 km   | 19     | c. 2028     | Subterráneo           |
|       | Bío Bío - Plaza de La Pintana                | 12,2 km | 10     | c. 2030     | Subterráneo           |
|       | Ñuble - Puente Cal y Canto                   | 5,4 km  | 4      | c. 2032     | Subterráneo           |
|       | Chile España - Mall Plaza Tobalaba           | 14,7 km | 11     | c. 2032     | Subterráneo           |
|       | Huelén - Aeropuerto                          | 6,5 km  | 2      | c. 2032     | Subterráneo           |
|       | La Primavera - Plaza de Puente Alto          | 9,8 km  | 5      | c. 2033     | Subterráneo           |
|       | Los Leones - Diagonal Oriente                | 4,3 km  | 3      | c. 2033     | Subterráneo           |
|       | Lo Errázuriz - Hospital El Carmen            | 6,4 km  | 3      | c. 2037     | Subterráneo           |
|       | La Cisterna - Del Sol                        | 8 km    | 7      | c. 2037     | Subterráneo           |

## Primeros proyectos

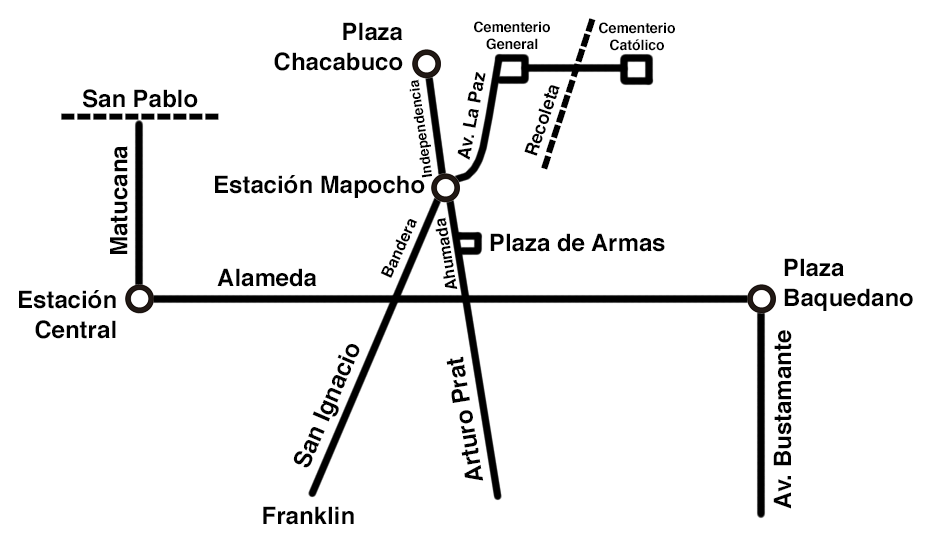
Diagrama del proyecto presentado por Luis Lagarrigue (1925).

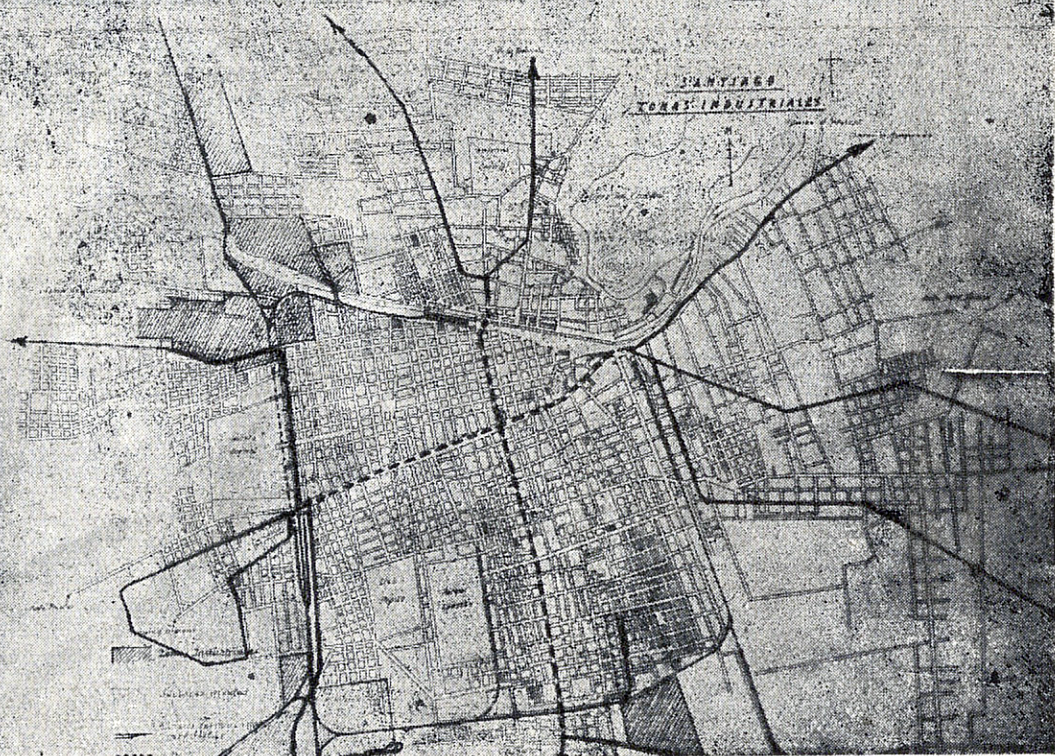
Plano del proyecto presentado por Karl Brunner (1931).

Hacia la década de 1930, Santiago era una ciudad que crecía a un fuerte ritmo, principalmente debido a la llegada de trabajadores desde la pampa y el campo en medio de la Gran Depresión, pasando de unos 700 mil habitantes en 1930 a sobre el millón en menos de una década. Los cambios tecnológicos también generaron un fuerte cambio en el transporte de la ciudad: los tranvías, que en 1930 transportaban cerca de 200 millones de pasajeros anuales, dieron paso a los trolebuses, microbuses y automóviles a mediados del siglo XX, llegando en 1958 a apenas 15 millones de pasajeros. El 21 de febrero de 1959 los tranvías fueron finalmente eliminados de las calles de Santiago.
Los primeros planteamientos respecto a la necesidad de construir una red de transporte subterráneo en Santiago de Chile datan de la década de los años 1920. El primer proyecto para crear una línea de ferrocarril subterráneo por la Alameda, desde la Plaza Argentina (en las cercanías de la Estación Central de Santiago) hasta la iglesia de San Francisco, fue planteado por Hernán Edwards Sutil en 1917. El segundo proyecto fue desarrollado por Luis Lagarrigue —quien estaba asociado con Siemens— en 1924 y constaba de dos líneas perpendiculares: la primera era subterránea en sentido poniente-oriente y conectaría la Estación Central de Santiago con la Plaza Italia a lo largo de la Alameda de las Delicias (planteándose ramales por General Bustamante y por Matucana hacia San Pablo) y otra elevada en dirección norte-sur entre la Plaza Chacabuco y el Matadero, utilizando las avenidas Independencia y San Diego, planteándose también alternativas por Arturo Prat, Ahumada y La Paz; una tercera línea planificada sería de circunvalación. La concesión fue otorgada mediante un decreto del 3 de octubre de 1924, sin embargo, debido a que no se iniciaron las obras en los plazos acordados, esta fue caducada en mayo de 1925.
El decreto del 9 de diciembre de 1926 otorgó nuevamente la concesión a Lagarrigue para construir el ferrocarril subterráneo, sin embargo el proyecto finalmente naufragó en 1928, pero sentó las bases para los proyectos futuros que seguirían una estructura similar y que finalmente sería construida varias décadas después. En 1939 Luis Lagarrigue presentó nuevamente su proyecto de ferrocarril subterráneo, incorporando 33 circuitos realizados por 180 góndolas que servirían de alimentadores al metro.
A inicios de la década de 1930, el urbanista austríaco Karl Brunner, quien trabajaba en el diseño del plan regulador de la ciudad, también propuso diversos planes para reducir el impacto vial en la zona central de la capital, incluyendo la posibilidad de ferrocarriles urbanos. En noviembre de 1931 planteaba 2 líneas principales:
- Una línea norte-sur que se inicia en la avenida La Paz (desde donde se proponían 2 ramales hacia el norte: uno por avenida Independencia y otro por avenida Recoleta), sigue por calle Bandera y San Diego (desde donde surgirían 2 ramales hacia el sur: uno por la Gran Avenida, y el otro que iría por la entonces avenida San Joaquín hasta el sector de La Legua)
- Una línea poniente-oriente que se inicia en la Alameda a la altura de la Estación Central de Santiago (con 3 ramales hacia el poniente: uno por Matucana hacia el sector de Yungay, otro hacia el sector de Pila del Ganso, y otro hacia el entonces aeródromo Los Cerrillos) hasta la Plaza Italia (desde donde nacerían 3 ramales hacia el oriente: uno por la avenida Providencia, otro por la proyectada Diagonal Oriente hacia Ñuñoa, y la otra por la calle Seminario, José Domingo Cañas y una diagonal proyectada hacia Macul).

En septiembre de 1934 el Ministerio del Interior, entonces encabezado por Luis Salas Romo, presentaba otro proyecto de ferrocarril subterráneo que conectaría la ciudad de norte a sur entre los barrios de Lo Negrete y San Miguel y cuya construcción estaría a cargo de la Compañía Chilena de Electricidad. En 1935 nuevamente se anunciaban llamados a licitaciones por parte del gobierno para construir la primera línea del ferrocarril subterráneo, las cuales tampoco se llevaron a cabo.

### Proyecto de Alberto Fellenberg

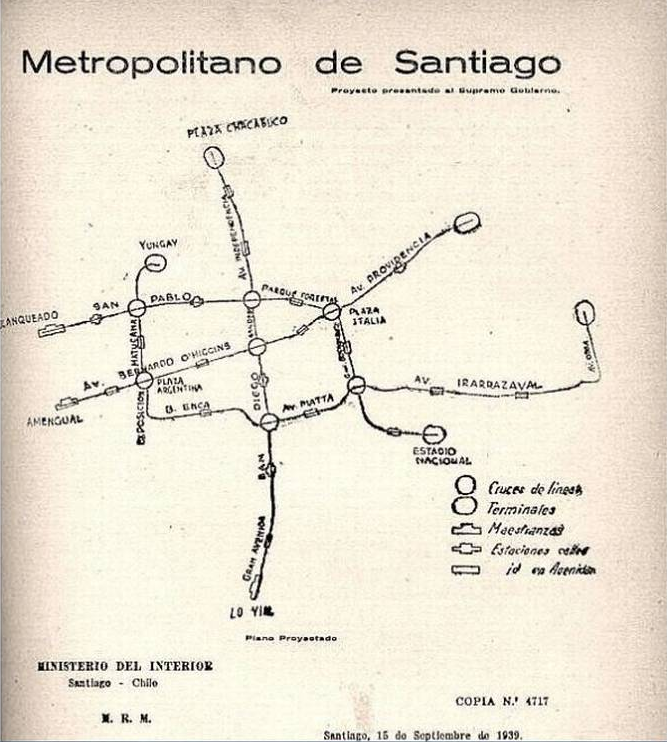
Plano del proyecto presentado por Alberto Fellenberg (1939).

Entre 1938 y 1939 Alberto Fellenberg Galleguillos presentó un proyecto de ferrocarril metropolitano al Ministerio del Interior, el cual consideraba 4 líneas: una de poniente a oriente con 9 estaciones por la Alameda Libertador General Bernardo O'Higgins y la avenida Providencia; una que recorría de norte a sur por la Gran Avenida, San Diego, Bandera y avenida Independencia, llegando hasta la Plaza Chacabuco con 10 estaciones en total; una que recorría San Pablo hasta Plaza Italia, bajando por General Bustamante y llegando hasta el Estadio Nacional, con 11 detenciones en su trayecto; y otra que se iniciaba en Yungay, seguía por Matucana, Blanco Encalada y Matta para continuar por Irarrázaval y terminando en la avenida Ossa con Tobalaba, con 11 estaciones en total.
Producto de la huelga de los tranvías de Santiago en mayo de 1941, y en la búsqueda de diferentes soluciones para el problema del transporte colectivo en la capital chilena, el proyecto de Alberto Fellenberg fue nuevamente presentado mediante inserciones en la prensa escrita; en ellas se presentaban los motivos del proyecto y un plan para realizar la construcción de la obra. Se ideaba la creación de una empresa privada denominada «Sociedad Metropolitano de Santiago» con un capital de 500 millones de pesos de la época y que se encargaría de adquirir la Compañía de Tracción de Santiago, que operaba hasta aquel entonces los tranvías; también se explicaba el método de financiamiento para la empresa mediante la emisión de «bonos-renta» adosados a los boletos de tranvías, de modo que los usuarios que reunieran 500 boletos con «bono-renta» se harían acreedores de un título de la Sociedad Metropolitano de Santiago por 100 pesos, convirtiéndose en accionistas de la empresa.
Fellenberg proyectaba que los 48 kilómetros de extensión de su proyecto se construirían en 8 años, y que la profundidad promedio de los túneles del ferrocarril metropolitano sería de 15 metros. El proyecto finalmente no prosperó y quedó archivado.

### Proyecto de Gabriel Quirós y Jorge Kelemen
El ingeniero Gabriel Quirós González, perteneciente al Departamento de Ferrocarriles de la Dirección de Obras Públicas, en colaboración con el ingeniero Jorge Kelemen Druker, elaboró en 1944 el documento Estudio acerca del servicio de movilización colectiva de Santiago, el cual analizaba los principales problemas del transporte público: la descoordinación y la ilógica competencia entre los sistemas de tranvías, autobuses y microbuses. El texto, además, plantea mejorar el transporte de superficie, gracias al ensanchamiento de algunas calles y creación de algunas nuevas vías (por ejemplo, una gran vía de 60 metros que una el sector de Mapocho con la Gran Avenida, a través del actual eje Bandera-San Diego, pero el alto costo de las obras y de las expropiaciones, que se elevarían a los mil millones de pesos de la época, hacían imposible dicho proyecto. Junto a ello, Quirós plantea la creación de un sistema de ferrocarril metropolitano que combinara adecuadamente con un servicio de autobuses de acercamiento. El estudio proponía la creación de líneas a través de los ejes de las actuales Alameda y la Gran Avenida, estructurando dos grandes ejes (uno transversal y otro longitudinal):
- Línea norte-sur:
  - Tramo 1 (1.ª prioridad): se extendía bajo la avenida del Llano Subercaseaux y la calle San Diego, desde la plazuela de la parroquia de San Miguel hasta la actual calle Zenteno, cruzando la línea O-P y continuando por Bandera hasta el río Mapocho, con una extensión total de 5,5 km.
  - Tramo 2 (3.ª prioridad): la línea se bifurca en un circuito de vía simple, recorriendo las avenidas Recoleta, Chile e Independencia, cerrando el circuito, con una extensión de 7,5 km aproximadamente.
- Línea oriente-poniente
  - Tramo 1 (2.ª prioridad): línea a 11 m bajo la Alameda Bernardo O'Higgins entre las calles Jotabeche y la calle Estado, donde toma una diagonal llegando al cruce entre las calles Santa Isabel con Lira, continuando por Santa Isabel hasta la avenida Bustamante, totalizando 5,35 km de recorrido.
  - Tramo 2 (3.ª prioridad): línea de 1,1 km de recorrido por Santa Isabel, entre las calles Bustamante y José Miguel Infante, donde la vía tendría dos ramales, uno subterráneo hacia el Estadio Nacional y otro hacia el oriente en forma de trinchera, con un total de 2,4 km aprox.

Además, se planteaba la posibilidad de empalmar a futuro con el Ferrocarril de Circunvalación en las cercanías de la estación San Diego, el ferrocarril Longitudinal y el ferrocarril a Valparaíso, ubicados en la Estación Mapocho. También, se planteaba la posibilidad de una tercera línea, entre la Estación Mapocho y la calle Robles por el eje de la avenida San Pablo a lo largo de 4 km. El proyecto, sin embargo, no tuvo gran impacto: si bien el decreto 905 del 25 de mayo de 1944 aprobó los planos para línea norte-sur y en octubre de 1946 se inició la petición de propuestas públicas para su construcción, este proceso no se completó y el proyecto quedó archivado.

### Proyectos de Joaquín Tupper (1948-1950) y Rodson (1949)
El 17 de abril de 1948 el arquitecto Joaquín Tupper Huneeus solicitó al Ministerio de Obras Públicas la concesión para construir un tren subterráneo que contaría con ocho líneas:
- Línea 1: norte-sur, de Mapocho a Lo Vial, con 7,2 km.
- Línea 2: oriente-poniente, de Las Rejas a Estación Ñuñoa, con 7,6 km.
- Línea 3: norte-sur, de Mapocho a Lo Negrete y El Salto, con 6,9 km.
- Línea 4: suroriente a norponiente, de Plaza Bulnes a Cerro Navia, con 6,8 km.
- Línea 5: poniente a oriente, de Estación Ñuñoa a Tobalaba, con 6,6 km.
- Línea 6: nororiente a surponiente, de Plaza Bulnes a Los Cerrillos, con 6,4 km.
- Línea 7: surponiente a nororiente, Estación Ñuñoa a Avenida Apoquindo, con 6,2 km.
- Línea 8: (variante sector central) Diagonal Carmen-Mapocho, con 1,4 km.
- Longitud total: 48,1 kilómetros.[34]

El compromiso inicial era tener construida la primera línea dentro de tres años desde el inicio de las obras. El 29 de abril de 1949 el Ministerio de Obras Públicas otorgó oficialmente la concesión a Tupper por un plazo de 35 años. Sin embargo, a los pocos días comenzaron los contratiempos legales, cuando  Carlos Álvarez y Alfredo Serey, ingenieros representantes de la firma Rodson, con base en Buenos Aires y filial de Johnson International Corporation, anunciaron el 2 de mayo que solicitarían otra concesión para construir un ferrocarril subterráneo en Santiago, con una extensión total de 90 km y que abarcaría los sectores de Conchalí, El Salto, El Golf, Avenida Colón, Plaza Egaña, Estación Bellavista, San Bernardo y Cerro Navia, convergiendo las líneas en la Plaza Bulnes. Tupper afirmó tener la exclusividad, aunque el ministro negó que no se pudieran aceptar otras ofertas.
Si bien en enero de 1950 las autoridades indicaban que la construcción se iniciaría en agosto con los tramos desde Las Rejas hasta Estadio Nacional y desde El Salto hasta Lo Vial, y luego que Tupper señalara que el Metro no se construiría por falta de fondos, la concesión fue caducada mediante el decreto 385 del 19 de febrero de 1951.

### Proyectos en los años 1950
Se intentó reactivar el proyecto del Metro de Santiago durante los años 1950: mediante el decreto con fuerza de ley 114, del 10 de junio de 1953, se autorizó al presidente de la República para contratar préstamos destinados a la construcción del ferrocarril metropolitano; en el mismo decreto se establecía que la explotación del servicio correría a cargo de la Empresa de Transportes Colectivos del Estado y que se permitiría que la Empresa de los Ferrocarriles del Estado extendiera sus recorridos por las vías del Ferrocarril Metropolitano para facilitar el acceso desde las poblaciones vecinas a la capital. En mayo de 1954 se informaba que los estudios definitivos estaban en su etapa final y que el costo total de la construcción del Metro alcanzaba los 5500 millones de pesos de la época, mientras que en julio del mismo año se abrió un registro de empresas interesadas para el financiamiento y construcción del ferrocarril metropolitano.
En diciembre de 1956 una comisión especial de la Cámara de Diputados emitió un informe favorable a la construcción del Ferrocarril Metropolitano, en el cual se indicaba que el costo de las obras alcanzaría los 6000 millones de pesos de la época y 15 millones de dólares. El trazado propuesto se iniciaba en la intersección de la avenida San Joaquín con la Gran Avenida, continuando hacia el norte por esta vía y posteriormente por la calle Gálvez (actual Zenteno), virando por la Alameda hasta la calle Bandera para luego cruzar el río Mapocho y seguir por la calle Maruri hasta alcanzar la altura del Hipódromo Chile. A inicios de 1958 el gobierno estudiaba nuevamente opciones para construir el ferrocarril metropolitano, considerando la opción de monorriel desarrollado por Alweg, empresa perteneciente a Axel Wenner-Gren.
Durante el gobierno de Jorge Alessandri (1958-1964) no existieron nuevas iniciativas gubernamentales ni de privados para desarrollar un ferrocarril metropolitano en Santiago; el director subrogante de Planeamiento del Ministerio de Obras Públicas, Rosendo Caro, señalaba en julio de 1964 que construir el Metro tendría un costo de aproximadamente 200 millones de escudos, equivalente al presupuesto anual de dicha cartera.

### Proyecto de Juan Parrochia
Sólo en 1965, ya iniciado el gobierno de Eduardo Frei Montalva (1964-1970), se replanteó la posibilidad de tener un ferrocarril subterráneo en la ciudad, cuando el gobierno nacional, mediante el Decreto 1037 del 24 de agosto, creó la Comisión Metropolitana de Tránsito Rápido del Gran Santiago, cuya cabeza visible fue la Dirección General de Obras Públicas (DGOP), a cargo del experimentado arquitecto de la Universidad de Chile, Juan Parrochia Beguin. Esta comisión preparó un proyecto de metro y de trenes de cercanía en base de los trazados existentes de los antiguos ferrocarriles estatales que corrían en la ciudad. Esta idea constaba de dos etapas:
1. Habilitación de las líneas ya existentes para ferrocarriles urbanos. Se deberían desnivelar los cruces con las calles principales e instalar señalización ferroviaria especial, adaptada a altas frecuencias. El resultado sería un sistema con un recorrido superior a los 63 km de extensión que serviría a más de 500 000 personas, equivalentes al 20 % de la población de la capital en esos tiempos.
  - Línea 1: ferrocarril Longitudinal, entre Quilicura y Nos.
  - Línea 2: ramal hasta la Estación Mapocho.
  - Línea 3: Ferrocarril de Circunvalación.
  - Línea 4: Ramal a Cartagena entre la Estación Central y Padre Hurtado.
2. Construcción de 52 km de vías en 6 nuevas líneas:
  - Línea 5: entre la estación Nuñoa y la Estación Mapocho, por Avenida Bustamante hasta la Plaza Italia y luego por el Parque Forestal, con una extensión de 4 kilómetros y 4 estaciones.
  - Línea 6: entre la Estación Mapocho y el aeródromo de Pudahuel bordeando el río Mapocho, con una extensión de 10 km y 6 nuevas estaciones.
  - Línea 7: desde Plaza Italia hacia el norte, bordeando el cerro San Cristóbal y siguiendo por avenida Recoleta hasta El Salto, actual La Pincoya. Tendría 7 estaciones con una longitud de 7 kilómetros.
  - Línea 8: desde Plaza Italia hacia el oriente bordeando el río Mapocho hasta los pies del cerro Calán, por la actual Costanera Norte. Tendría un largo de 10 km y 8 estaciones.
  - Línea 9: desde la estación Santa Elena hacia el oriente, siguiendo la actual calle Rodrigo de Araya hasta avenida Tobalaba, totalizando 7 km de recorrido y 7 nuevas estaciones.
  - Línea 10: a lo largo del antiguo Ferrocarril del Llano de Maipo, entre las estaciones Ñuñoa y Puente Alto, extendiéndose por 16 km y 13 estaciones.
  - Ramal: partiendo desde Plaza Ercilla bordeando el Parque Cousiño hasta empalmar con el Ferrocarril de Circunvalación, por 2 kilómetros.
3. Construcción de tres nuevas líneas y extensiones de las líneas ya existentes, totalizando 120 km nuevos de servicio:
  - Línea A: desde Conchalí hasta Lo Benítez (actual El Bosque), por las avenidas Vivaceta, Norte-Sur, la Gran Avenida y Los Morros.
  - Línea B: desde Barrancas hasta Las Condes, por la Alameda y avenida Francisco Bilbao.
  - Línea C: esta línea rodearía a la ciudad y permitiría la derivación del transporte de carga en Santiago.
  - Extensión de la línea 1: hacia el norte hasta Chicauma (cerca de Lampa) y hacia el sur hasta Lo Aguilar, en Angostura de Paine.
  - Extensión de la línea 2: hacia el poniente hasta Melipilla.
  - Extensión de la línea 6: hacia el poniente, hasta Lo Aguirre.
  - Extensión de la línea 9: hacia el oriente, hasta La Reina.

### Proyecto OCTU de 1967
En julio de 1966 el gobierno chileno solicitó al gobierno de Japón, mediante la Organización de Cooperación Técnica de Ultramar (OCTU), la ayuda para estudiar la planeamiento de la integración del tráfico en Santiago, Valparaíso y Concepción. La misión japonesa, encabezada por Yoshinosuke Yasoshima —profesor de ingeniería de la Universidad de Tokio—, estuvo presente en Chile entre el 17 de marzo y el 13 de abril de 1967, recolectando la información necesaria para la elaboración del informe.
El 11 de diciembre de 1967 fue entregado el "Informe sobre el estudio de la inversión previa de los sistemas de transporte urbano de la República de Chile"; una de las propuestas de este informe era la construcción de un ferrocarril metropolitano distinto del presentado por la DGOP el año 1965. El proyecto de 1967 contaba con dos líneas:
- Línea Alameda: se iniciaba en el cruce de Avenida Santa Rosa con la Alameda, continuando por esta última hacia el poniente hasta el sector de Los Pajaritos, donde tomaba el camino Lo Prado para llegar a la estación terminal de Las Lagunas (en la actual estación Neptuno) y a las cocheras, ubicadas en la actual avenida Las Torres de la comuna de Pudahuel. Esta línea se extendería por 8,5 km con un total de 7 estaciones.[54]
- Línea Santa Rosa: se iniciaría en la Alameda, siguiendo hacia el sur por avenida Santa Rosa hasta La Granja, en el paradero 21 de dicha avenida. Las cocheras se ubicarían al sur, entre las actuales calles Manuel Rodríguez y Vicuña Mackenna, en el paradero 25 de Santa Rosa. Esta línea tendría un largo de 12,2 km de recorrido con 9 estaciones. También se planteó a la Gran Avenida José Miguel Carrera como posible vía alternativa a la línea por Santa Rosa.[54]

Para la construcción de las líneas, se presentaron dos alternativas: subterránea y monorriel. Si se prefería la segunda, la Línea Alameda iría en forma de viaducto elevado entre Barrancas y la avenida Brasil, llegando en forma subterránea hasta el terminal Centro; por otro lado, la Línea Santa Rosa comenzaría subterránea desde el terminal Centro, emergiendo a la superficie a la altura de calle Eleuterio Ramírez, siguiendo elevada hasta La Granja. Se establecían también futuras prolongaciones de la Línea Alameda hacia el oriente, por las avenidas Providencia, Francisco Bilbao o Irarrázaval vía Vicuña Mackenna, y de la Línea Santa Rosa hacia el norte, por Recoleta o Independencia.

## Proyecto de BCEOM-SOFRETU-CADE

Mapa con las líneas del proyecto BCEOM-SOFRETU-CADE una vez finalizado.

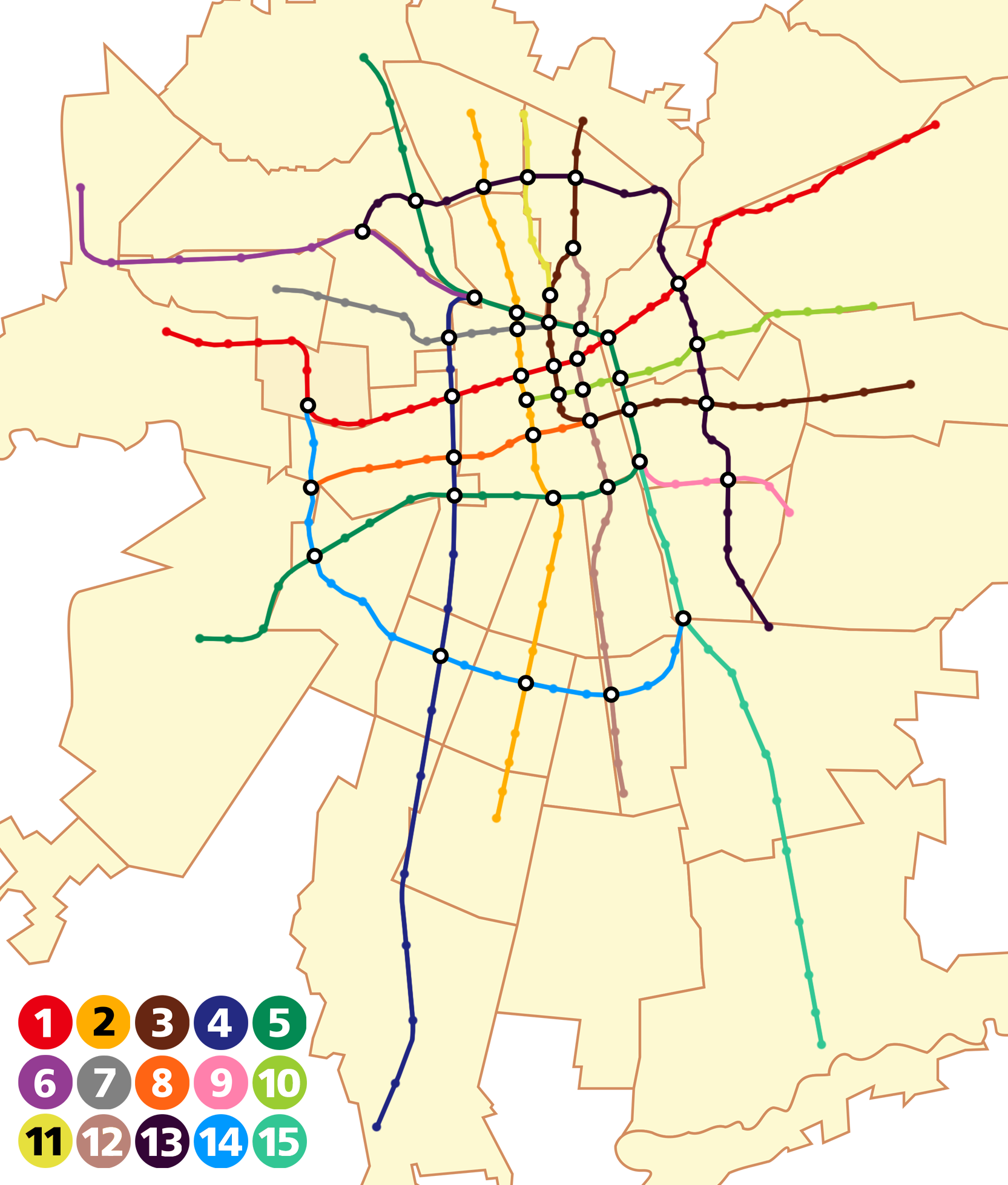
Propuesta de Juan Parrochia con 15 líneas proyectadas para el año 2040.

El 24 de agosto de 1965, el gobierno chileno estableció una comisión asesora, denominada Comisión Metropolitana de Tránsito Rápido, destinada a diseñar soluciones basados en los estudios de la Oficina de Proyectos Especiales de Equipamiento Metropolitano respecto a la situación del transporte en Santiago. En marzo de 1966 la comisión decidió solicitar ayuda extranjera y se requirió un concurso de estudios internacionales; se presentaron 14 empresas a dicha licitación internacional, de las cuales se seleccionaron para las negociaciones 3 opciones —BCEOM-SOFRETU, De Lew Carther e International Engineering Co., y Sigdo Koppers—, siendo finalmente adjudicada en abril del mismo año al consorcio francés BCEOM-SOFRETU (BCEOM era el acrónimo de "Bureau central d'études pour les équipements d'outre-mer" ["Oficina central de estudios para equipos de ultramar"] y SOFRETU de "Société française d'études et de réalisations de transports urbains" ["Sociedad francesa de estudios y de realizaciones de transporte urbano"]), quienes junto a la empresa local CADE ("Consultores en Ingeniería y Administración de Empresas"), deciden presentar un proyecto ante la comisión.
El 13 de agosto de 1968 fue presentado al presidente de la República, Eduardo Frei Montalva, el "Estudio del Sistema de Transporte Metropolitano de Santiago" realizado por BCEOM-SOFRETU-CADE. El gobierno, basado en este proyecto aprobó el Plan Regulador de Transporte de Santiago, con el fin de dar una solución integral de largo plazo al problema de transporte en la ciudad. Este plan consistía en:
- Creación de una Red de Transporte Independiente (RTI) con un sistema de metro, conformado por 5 líneas con una extensión inicial aproximada de 60 km, de las cuales tres serían urbanas y dos suburbanas.
- Construcción de una Red de Transporte Vial Complementaria (RTVC), constituida por un conjunto de vías y espacios que conforman el esqueleto del sistema recolector y alimentador de la RTI.
- Reestructuración del sistema de buses, basando sus recorridos en los necesarios para abastecer el sistema de Metro.[67]

La Red de Transporte Independiente debía funcionar antes de 1980 a lo largo de los siguientes trazados prioritarios:
- Línea 1: desde el sector Las Rejas hasta Los Leones y Vitacura, pasando por la Alameda y las avenidas Providencia y Vitacura.
- Línea 2: desde el Hipódromo Chile hasta la comuna de San Miguel utilizando las avenidas Vivaceta, Norte-Sur y la Gran Avenida hasta el Paradero 12, siendo proyectada una extensión hasta Américo Vespucio, y continuando por esta avenida hasta Santa Rosa.
- Línea 3: desde la Estación Mapocho hasta el centro de Ñuñoa, por las calles Puente, Ahumada, Arturo Prat (en sentido norte-sur) y luego doblando hacia el oriente por Avenida Matta e Irarrázaval, continuando por Diagonal Oriente hasta llegar a Tobalaba.
- Línea 4: desde la Estación Central hasta San Bernardo, utilizando la franja existente de ferrocarriles hacia el sur del país.
- Línea 5: desde la estación Ñuñoa hasta Los Cerrillos, utilizando el Ferrocarril de Circunvalación y el borde del zanjón de la Aguada.[68]

La red de metro tendría unos 60 km de extensión, prolongándose hasta alrededor de 90 km en 1990, principalmente con las extensiones de la Línea 1 hacia Pudahuel por el poniente y Manquehue al oriente; de la Línea 2 hacia el centro de Conchalí y La Cisterna desde sus extremos; de la Línea 3 hasta avenida La Paz y Recoleta; de la Línea 4 hasta la estación Yungay y de la Línea 5 hasta Maipú.
El 10 de octubre de 1968 la Comisión Metropolitana de Tránsito Rápido aprobó el estudio de BCEOM-SOFRETU-CADE, y el 24 de octubre del mismo año el gobierno de Eduardo Frei Montalva aprobó esta propuesta a través de un decreto supremo que marcaría el nacimiento del Metro de Santiago. El primer tramo a construir sería el de la Línea 1, entre el sector de Barrancas y la Plaza Bulnes, y estaría a a cargo de la Dirección General de Obras Públicas.

## Construcción

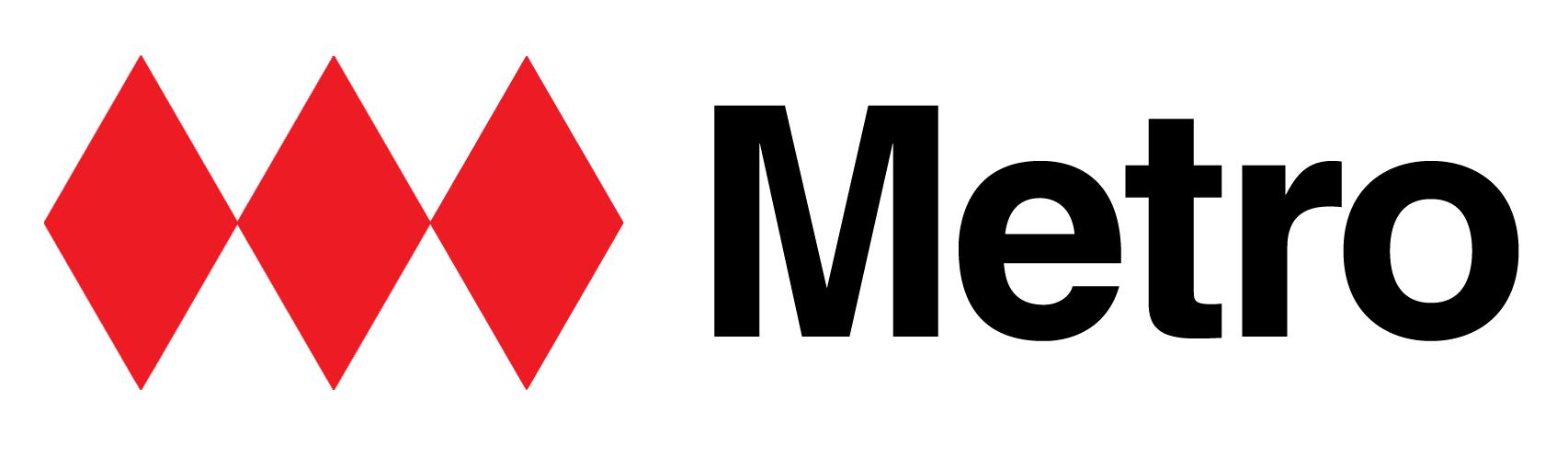
Los 3 rombos del logotipo del Metro de Santiago representan la vialidad, los buses y el metro.

Tras meses de estudios y análisis, el 29 de mayo de 1969 el presidente de la República, Eduardo Frei Montalva, junto con los ministros de Hacienda y Obras Públicas —Andrés Zaldívar y Sergio Ossa— además de autoridades y directores de organismos relacionados, acordaron construir el Metro de Santiago y definieron las vías de financiamiento para las obras. El 19 de junio del mismo año, el ministro de Obras Públicas, Sergio Ossa, anunció por cadena nacional de radio y televisión la construcción del Metro de Santiago, y al día siguiente se dio inicio a las obras en la intersección de las avenidas Alameda y Las Rejas, donde finalmente se ubicaría la estación Las Rejas de la Línea 1. En esta misma década se crea el logotipo del Metro, consistente en tres rombos de color rojo, el cual significa —de acuerdo al diseñador Peter Himmel y al arquitecto Jaime Escudero Sanhueza, quienes participaron en las primeras obras del tren subterráneo— la «indisoluble interconexión entre los tres elementos: la superficie (vialidad), la circulación sobre la superficie (buses) y la circulación subterránea (metro)».
En marzo de 1970 el Ministerio de Obras Públicas adquirió el Palacio Bustamante Irarrázaval para instalar las primeras oficinas del Metro de Santiago. El 30 de abril de 1970 la Dirección General de Obras Públicas (DGOP) convocó a una licitación privada internacional para la adquisición del material rodante para el Metro de Santiago, en la que se solicitó ofertas a 16 empresas de 8 países, de las cuales 11 empresas de 4 países retiraron los antecedentes correspondientes; finalmente se presentaron a la licitación 4 empresas francesas. La adjudicación de la primera licitación de material rodante fue realizada el 29 de enero de 1971, mediante la resolución 112 de la DGOP, entregada al consorcio francés Alsthom Groupe Brissonneau con el cual se le encargó la fabricación de 135 coches.
Los tres primeros vagones del Metro de Santiago llegaron a la capital el 3 de junio de 1973, provenientes del puerto de San Antonio, tras haber sido descargados del barco «Ciudad de México» que los trajo desde el puerto francés de La Rochelle. Durante los meses siguientes continuarían llegando los restantes carros hasta completar la flota que inauguraría el servicio en 1975. Con respecto al suministro eléctrico, la Compañía Chilena de Electricidad inició en junio de 1973 los estudios de ingeniería al respecto, que desembocaron en la construcción de un sistema de alimentación subterránea de 110 000 voltios.
Si bien el decreto que disponía la construcción de la Línea 2 fue firmado el 6 de febrero de 1973, su construcción se inició varios meses más tarde: algunas fuentes señalan que en octubre del mismo año se iniciaron las construcciones de dicha línea, en los alrededores del Parque El Llano y del Parque O'Higgins, mientras que Juan Parrochia señala que dichas obras comenzaron solo a inicios de 1974.
La construcción del túnel principal de la Línea 1 se llevó a cabo utilizando técnicas de cut and cover, dejando inhabilitada durante varios años gran parte de la Alameda, principal vía de la capital; los primeros rieles fueron instalados en la vía en enero de 1973. La pre-inauguración y el primer viaje de un tren dentro de los túneles del metro ocurrió el 14 de agosto de 1974, mientras que la vía fue electrificada durante diciembre de ese mismo año. Tras seis años de construcción, el primer tren del Metro de Santiago recorrió la Línea 1 entre las estaciones San Pablo y Estación Central el 15 de mayo de 1975 en el marco de la marcha blanca del servicio que se extendería por cuatro meses (el inicio de las pruebas en marcha blanca había ocurrido el 1 de abril). La inauguración técnica del servicio ocurrió el 15 de julio de 1975, mientras que el 15 de septiembre del mismo año el tramo entre San Pablo y La Moneda fue abierto oficialmente al público tras la inauguración realizada por Augusto Pinochet.
El servicio tenía un costo inicial cercano al triple de un viaje en microbús, por lo que se convirtió más en un servicio turístico que en una solución real a los problemas de desplazamiento de los santiaguinos, quienes aprovechaban de visitarlo como un entretenimiento, utilizando las exclusivas y modernas escaleras mecánicas que poseía. Debido al alto costo y una fuerte campaña de educación, el Metro de Santiago se caracterizó por ser un espacio limpio y cuidado.
Las primeras extensiones de la red se materializaron en 1977 cuando se abrió el segundo tramo de la Línea 1, expandiendo el tramo entre La Moneda y la estación Salvador, el 31 de marzo. El mismo día pero de 1978, fue inaugurada la Línea 2 de la red, entre las estaciones Los Héroes y Franklin. El 21 de diciembre siguiente fue abierto el resto de la línea hasta Lo Ovalle.

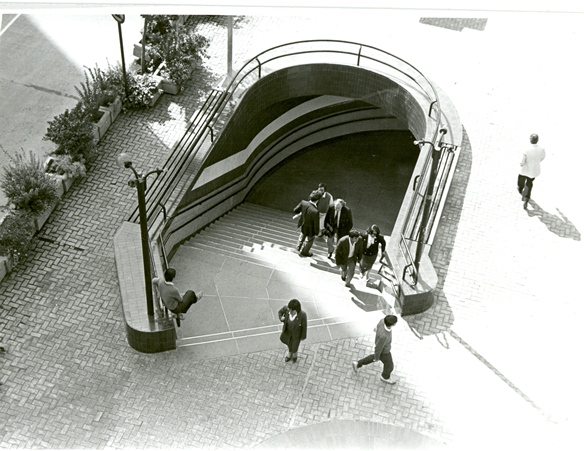
Acceso sur de la estación Los Leones en 1985.

La construcción de la Red de Metro se realizó inicialmente exactamente como lo había enunciado el proyecto BCEOM-SOFRETU-CADE de 1968; sin embargo, la publicación de la "Encuesta de Origen y Destino de viajes del Gran Santiago" de 1977 y otros estudios, ratificaron la necesidad de modificar los trazados con el fin de ajustarse a la nueva realidad urbana, debido a la expansión de la población en los sectores sur y oriente. A petición del director general de Metro Edgar Köster, la extensión de la Línea 2 hacia el norte hasta la estación Buen Pastor fue suspendida y la Línea 1, que tendría su estación terminal en La Portada de Vitacura (cerca de la actual estación Tobalaba y en la ubicación donde estará la futura estación Isidora Goyenechea) para en el futuro extenderse a lo largo de la avenida Vitacura, cambió su recorrido continuando por avenida Apoquindo hasta Américo Vespucio. El tramo entre Salvador y dicha intersección, donde se construyó la estación Escuela Militar, inició su construcción el 31 de octubre de 1978 y fue entregado el 31 de agosto de 1980, cerrando la primera etapa de expansión de la red del Metro; en el intertanto, el Metro amplió su horario de funcionamiento, pasando a abrir sus estaciones a las 6:30 de lunes a viernes a partir del 23 de abril de 1979, media hora antes del horario anterior.

### Relación con otros medios de transporte y fomento cultural
La Dirección General de Metro realizó propuestas para favorecer la combinación entre este y otros medios de transportes. La institución llegó a un acuerdo en marzo de 1977 —producto de la inauguración de la extensión de la Línea 1 hasta Salvador— con la Empresa de Transportes Colectivos del Estado (ETCE), que estaba en posesión de algunos de los últimos trolebuses, con el objetivo de cubrir el tramo entre Salvador y Escuela Militar mientras estaba en construcción; dicho servicio fue conocido bajo el nombre «Metrotrolley» y tenía el número de ruta 11. También se estableció un servicio combinado con la Empresa Municipal de Transportes Colectivos de Maipú, que generó un recorrido que partía desde la estación Las Rejas y conectaba con la comuna del sector poniente, mientras que en los meses siguientes se fijaron nuevos recorridos combinados de la ETCE desde Salvador a El Arrayán y desde Baquedano a Tabancura y Puente Alto.
Los servicios combinados con buses y trolebuses fueron cancelados al año siguiente, algo que ocurrió posteriormente también con la ETCE. Otras propuestas como crear servicios de trenes suburbanos desde la Estación Central a Buin, San Bernardo y Melipilla o hacia el norte desde la Estación Mapocho, fueron desechadas.
Como parte de una iniciativa de fomento de la cultura encabezada por Enrique Campos Menéndez y Horacio Serrano Palma, en marzo de 1978 se creó el «Museo del Metro», consistente en exhibiciones de reproducciones de pinturas clásicas en los andenes de las estaciones Santa Lucía y Salvador. En 1979 la iniciativa se convertiría en el «Museo Abierto», dependiente del Departamento de Museos de la Dirección de Bibliotecas, Archivos y Museos desde 1986, y que se expandiría a otras seis estaciones (entre ellas Tobalaba, Ciudad del Niño y San Pablo) mediante la instalación de vitrinas para exhibir objetos provenientes de diferentes museos públicos. Finalmente, en 1992 se creó la corporación MetroArte, destinada a desarrollar actividades culturales e instalar obras de arte en la red del Metro.

## Reformas al plan y suspensión de la Línea 3

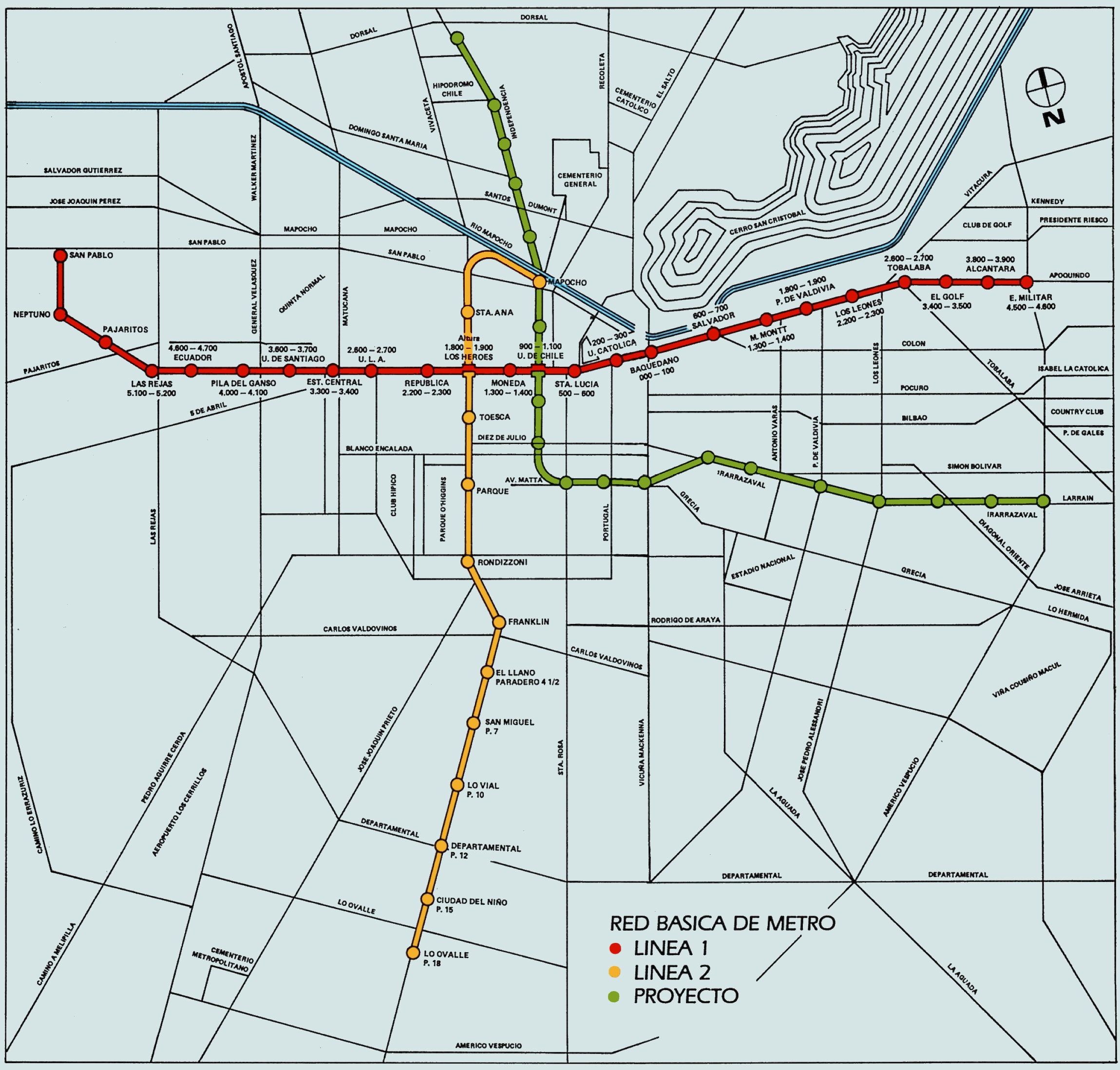
Mapa proyectado en 1987 con las tres primeras líneas de la red.

Tras la inauguración del tramo de la Línea 1 hasta estación Escuela Militar, se comenzó a planificar la segunda etapa de expansión de la Red del Metro. Sin embargo, varios hechos afectaron la aplicación del proyecto original. La crisis económica de 1982 prácticamente paralizó la construcción en el país y aceleró el término de las operaciones de los servicios ferroviarios en Santiago, que había comenzado en la década de 1960 y culminaría con el cierre de la Estación Mapocho en 1987. La construcción de nuevas extensiones se detuvo y la adaptación de los ferrocarriles en líneas suburbanas fue descartada.
La necesidad de cambios en el proyecto se hizo cada vez más urgente. La próxima entrega de la Línea 2, correspondiente a la extensión hacia el norte de la estación Los Héroes entre 1983 y 1984, fue modificada definitivamente y surgió una nueva idea de que, al contrario de seguir por la avenida Fermín Vivaceta, doblase en las inmediaciones de la Estación Mapocho y que siguiese bajo el Parque Forestal hasta empalmar con la Línea 1 en Baquedano, prolongándose hacia el sur por avenida Vicuña Mackenna hasta Rodrigo de Araya, solucionando el problema de accesibilidad al centro y captación de nuevos usuarios en los sectores sur y oriente. Este plan fue finalmente adoptado y en 1984 se retomó la expansión de la Línea 2 —en diciembre del mismo año se contrataron dos créditos con el Banco Nacional de París para financiar el proyecto—, iniciándose las obras de la extensión hasta Mapocho el 21 de diciembre de dicho año. En 1985, durante la construcción de la Línea 2 se encontraron restos del antiguo Puente de Calicanto, construido en 1782 y que fuera símbolo de la ciudad hasta su demolición en 1888. La estación que se ubicaría en ese lugar, planificada con el nombre de «Mapocho» finalmente fue denominada en honor al puente encontrado.
El 5 de diciembre de 1984 se presentó el “Anteproyecto Técnico para la Línea 3” que contenía importantes modificaciones al plan original. Debido al cambio en la Línea 2 hacia el suroriente en lugar de avanzar por Avenida Fermín Vivaceta, la parte norte de la Línea 3 iría por Avenida Independencia, ubicada paralela entre Vivaceta y Recoleta, siendo esta última la avenida por la que inicialmente correría la línea. La Línea 3 serviría principalmente a la población del sector norte de Santiago, iniciándose en la intersección de las avenidas Dorsal e Independencia, continuando por esta última hasta cruzar el río Mapocho (combinando en Cal y Canto con la Línea 2), llegando a la Plaza de Armas y continuando hacia el sur por calle Arturo Prat, hasta llegar a la Avenida Matta. Por ella, se dirigiría hacia el oriente hasta cruzar Vicuña Mackenna, continuando por Irarrázaval hasta terminar en la Plaza Egaña. La Línea 3 tendría una extensión de 16 km y 20 estaciones; sin embargo, su construcción se realizaría progresivamente, iniciándose con el recorrido entre la Plaza Chacabuco y la Plaza Ñuñoa, con una extensión de 12,3 km, dejando los sectores restantes para futuras extensiones.
Sin embargo, el plan finalmente no vería la luz. Los fondos destinados a su realización fueron trasladados a la reconstrucción de las zonas devastadas por el terremoto del 3 de marzo de 1985 que destruyó gran parte de la zona central de Chile y parte importante del casco histórico de la capital. El día 11 de marzo, menos de una semana después del evento sísmico, fue anunciada la suspensión de la Línea 3. La construcción de la extensión a la Línea 2 hacia Rodrigo de Araya fue paralizada también y sólo se lograron terminar los avances hasta la estación Puente Cal y Canto, que fue construida incluyendo los andenes para la futura combinación con la Línea 3. El 25 de julio de 1986 se inauguró el tramo entre la estación Los Héroes y Santa Ana, y el 15 de septiembre de 1987 fue terminado el tramo hasta Puente de Cal y Canto, mientras el proyecto de la Línea 3 era archivado indefinidamente.
Durante los años 80 el Metro de Santiago fue víctima de varios atentados terroristas:
- En 1982 una bomba estalló en un carro ubicado en la estación San Pablo.[97]
- En la noche del 8 de enero de 1984 una bomba fue lanzada a las vías entre las estaciones Toesca y Los Héroes de la Línea 2, sin dejar heridos.[98]
- En la madrugada del 26 de marzo de 1984 ocurrieron tres atentados con bombas que paralizaron el ferrocarril subterráneo: una entre las estaciones Baquedano y Salvador de la Línea 1 a las 5:18, otra en la estación Franklin de la Línea 2 a las 5:23, y la tercera en la subestación eléctrica del Parque O'Higgins a las 5:41.[97][99]
- El 29 de abril de 1984 una bomba en las vías cerca de la estación Pajaritos dejó alrededor de 30 heridos, 6 de ellos graves.[97]
- El 10 de diciembre de 1985 un grupo armado detonó una bomba detrás de un tren en la estación Ciudad del Niño.[97]
- El 16 de junio de 1986 ocurrió el más grave atentado terrorista en la historia del Metro de Santiago: dos bombas estallaron en las estaciones Los Héroes y Tobalaba. Mientras en la primera estación los daños fueron menores, en la segunda destruyeron un tren NS 74, matando a una persona y dejando 7 heridos.[100]
- El 5 de septiembre de 1986 una bomba fue instalada debajo de unos asientos en un tren que se encontraba en la estación San Pablo, dejando dos conductores heridos.[97]
- El 17 de abril de 1989 dos bombas de explosivo plástico R-2 y una de amongelatina estallaron en la estación San Pablo, destruyendo un vagón y sin dejar heridos.[101]
- El 5 de octubre de 1991 ocurrió uno de los últimos atentados, cuando nuevamente en la estación San Pablo una bomba detonó en uno de los últimos asientos de un carro.[97]

### Proyectos de intermodalidad y cambios administrativos

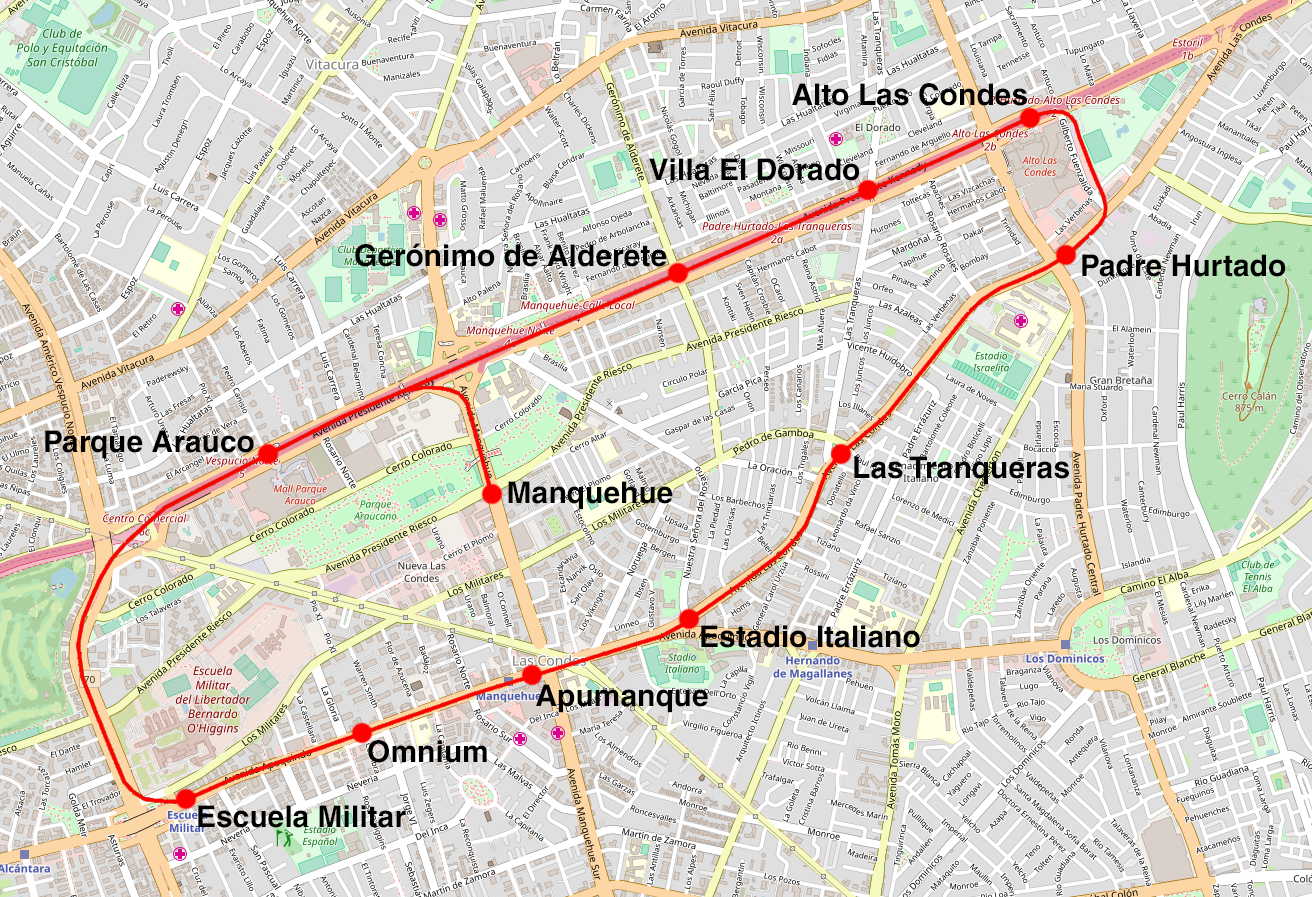
Trazado del proyecto de monorriel para Las Condes (1993).

La Dirección General de Metro buscó desarrollar nuevos sistemas de interconexión entre el ferrocarril metropolitano y otros medios de transporte, con el fin también de descongestionar las calles, ante lo cual estrenó el 3 de agosto de 1987 el sistema de Metrobus, el cual inicialmente poseía sectores de combinación entre metro y microbuses en las estaciones Escuela Militar, Las Rejas y Lo Ovalle. En 1992 surgió el servicio denominado «Metro Trolley» que permitía a los pasajeros del tren subterráneo combinar en la estación Puente Cal y Canto con la línea de trolebuses que comenzó a circular el 24 de diciembre de 1991 y que existió hasta el 9 de julio de 1994. También fue propuesta una línea circular de monorriel en Las Condes en 1993, impulsada principalmente por el alcalde Joaquín Lavín, y que recorrería las avenidas Apoquindo, Las Condes, Kennedy y Américo Vespucio —combinando con la Línea 1 del metro en la estación Escuela Militar—, la cual no llegó a construirse.
Otro importante hecho ocurrió el 28 de enero de 1989 cuando fue publicada la ley 18.772 que transformó la estructura administrativa del Metro de Santiago. La Dirección General de Metro, hasta esa fecha dependiente del Ministerio de Obras Públicas de Chile, se convirtió en sociedad anónima de carácter público. Metro S.A., la compañía resultante encargada de la administración del sistema, quedaba así desvinculada del ministerio y con una gran autonomía, dependiendo directamente de sus accionistas estatales, la Corporación de Fomento de la Producción y el fisco a través del Ministerio de Hacienda de Chile.
El 27 de noviembre de 1986, en una reunión realizada en Río de Janeiro, el Metro de Santiago fue uno de los creadores del Comité Latinoamericano de Metros y Subterráneos junto con el Metro de Ciudad de México, el Metro de Río de Janeiro, el Metro de São Paulo y el Subte de Buenos Aires, los cuales en octubre de 1987, en una reunión realizada en Caracas, se convirtieron en los fundadores de la Asociación Latinoamericana de Metros y Subterráneos (Alamys).
En 1991 se incorporaron al Metro las primeras mujeres conductoras de trenes, luego que se eliminara el requisito de que los postulantes debían ser de género masculino. El sistema tarifario también tuvo modificaciones para adecuarse a la creciente demanda de pasajeros: el 23 de abril de 1990 debutó la tarifa escolar, y en 1994 se implementó el sistema de tarifas diferenciadas según horario, estableciéndose un «horario punta» en las horas de mayor afluencia, un «horario valle» en donde la tarifa de un viaje en metro era menor, y un «horario bajo» al inicio y al final de la jornada de operación de sus servicios.

## Línea 5

### Planificación

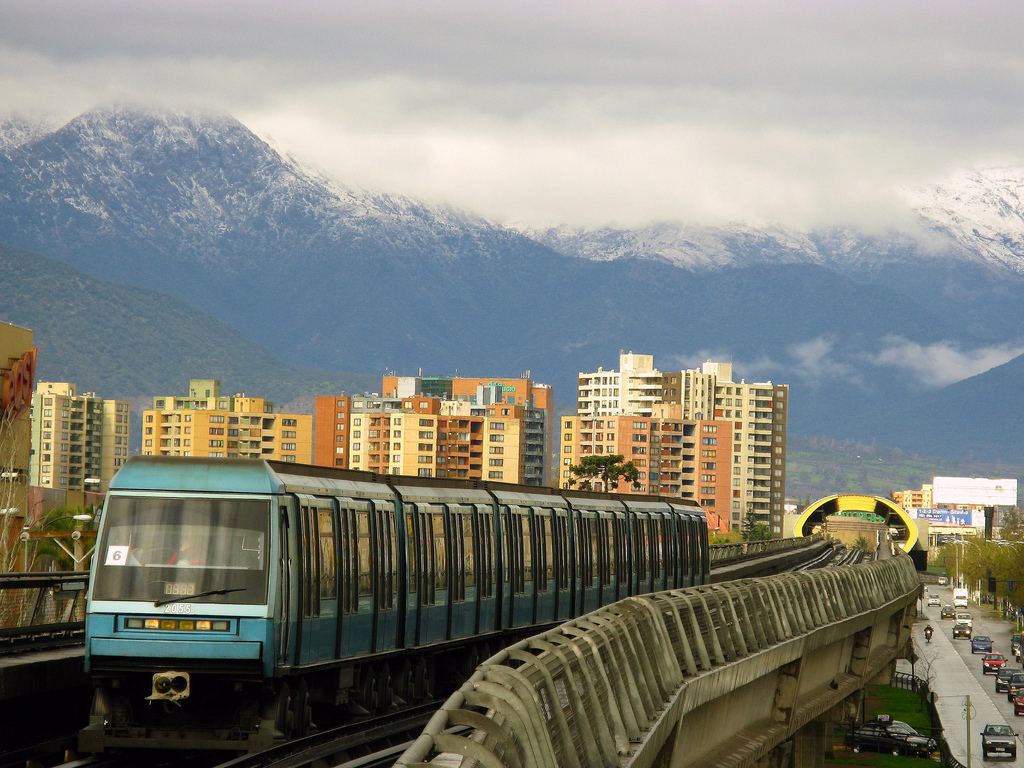
La nueva Línea 5 traería varias novedades al sistema: el uso de viaductos elevados y nueva carrocería (el modelo NS-93).

A partir de los años 1980 se produjo un importante cambio en la demografía de la ciudad. La expansión que se había dado en los sectores norte, norponiente y sur de la capital se había detenido, mientras el sector suroriente creció exponencialmente, principalmente a lo largo del eje de avenida Vicuña Mackenna, en torno a las comunas de La Florida y Puente Alto, integrando esta antigua ciudad industrial a la conurbación santiaguina. Este importante cambio finalmente terminaría por acabar con el proyecto BCEOM-SOFRETU-CADE, al priorizarse este sector en lugar de aquellos propuestos originalmente por el plan.
En 1989, una vez recuperado el ritmo económico tras la crisis y el terremoto, el gobierno presentó el “Anteproyecto Técnico de la Línea 5” en el cual se presentaba el trazado de esta línea entre el centro de Santiago y la comuna de La Florida, la más poblada en esos años de la capital. El recorrido de la línea se iniciaría en la estación Universidad de Chile (conectando con la Línea 1), siguiendo el trazado original de la pospuesta Línea 3, hasta la intersección de Avenida Matta con Avenida Vicuña Mackenna. Allí, ingresaría a los antiguos terrenos del Ferrocarril de Circunvalación, donde se instalarían los Talleres de San Eugenio, para luego doblar al sur hasta llegar a Américo Vespucio, recorriendo este tramo en forma de viaducto casi en su totalidad.
A un mes de producido el retorno a la democracia, surgieron los rumores de que el gobierno de Patricio Aylwin reiniciaría la expansión de la Red del Metro. Las declaraciones de Óscar Guillermo Garretón, presidente del directorio de Metro S.A., respecto a la decisión de construir la Línea 5 chocaron con las del ministro de Transportes Germán Correa, que lo negaba. La discusión respecto a si era o no necesaria fue amplia. Los floridanos presionaron activamente por la construcción de la línea con el apoyo de varios políticos de la zona, e incluso Jaime Estévez solicitó la extensión hasta la comuna de Puente Alto. Sin embargo, también surgieron voces disidentes especialmente debido al alto costo de la construcción: el diputado Guido Girardi dijo que estos podían ser utilizados para mejoras sanitarias, mientras grupos regionalistas protestaron por el uso de recursos en la capital en lugar de proyectos regionales. Ante dicho debate, surgieron las posibilidades de instalar sistemas alternativos como un proyecto de tren ligero presentado por Siemens AG, Concarril y Ferrostaal con financiamiento del banco alemán KfW. El grupo francés Alsthom, proveedor de los vagones para las líneas 1 y 2, presionó para la construcción de un metro propiamente tal y ofreció su nueva generación de trenes MP 89 con ruedas neumáticas diseñados para el proyecto Météor del metro de París, además de un crédito gestionado por el Tesoro francés. Un tercer proyecto habría sido presentado por la japonesa Sumitomo.

### Trazado y construcción
El 30 de agosto de 1991 finalmente el gobierno de Patricio Aylwin anunció la construcción de la Línea 5, aceptando el proyecto de Alstom que tenía una rentabilidad social de un 13,2 % (superior al 12 % exigido) y una demanda promedio estimada de 16 000 pasajeros por hora en cada sentido. El gobierno francés actuó de manera importante para apoyar el financiamiento de la construcción, firmando protocolos de cooperación con su contraparte chilena en la ciudad de París el 30 de junio de 1993. El protocolo otorgó un financiamiento máximo de 580 millones de francos repartidos en préstamos directos del Tesoro y diversos créditos bancarios, a los que sumaron 31 millones adicionales en 1995.
Al año siguiente, se entregó un estudio llamado “Análisis y Estudio de Alternativas de Trazado Línea 5”, que presentó tres alternativas, las cuales diferían principalmente por el tramo al norte de los talleres hasta la conexión con la Línea 1. El proyecto A se basaba en el presentado en 1989 y permitía que si en el futuro se reactivaba la Línea 3, se podría utilizar el tramo común en forma conjunta. El proyecto B iba por debajo del Parque Bustamante para conectar con la Línea 1 en la estación Baquedano. El proyecto C, en tanto, era similar al B pero continuaba entre Baquedano y estación Los Héroes como operación cojunta a la Línea 1. Finalmente, el proyecto D era idéntico al proyecto B, pero continuaba desde Baquedano hasta Puente Cal y Canto por debajo del Parque Forestal, recorriendo 12,5 km y contaría con 14 estaciones.
|                                    |
| Propuesta A: 12 km, 15 estaciones. |

|                                      |
| Propuesta B: 10,5 km, 12 estaciones. |

|                                                                                                   |
| Propuesta C: 10,7 km, 11 estaciones (más 2,8 km y 5 estaciones en forma conjunta con la Línea 1). |

|                                                                                              |
| Propuesta D: similar a la propuesta B, pero extendida hasta Puente Cal y Canto (adaptación). |

Las propuestas generaron un inmenso debate, especialmente debido al rechazo de los habitantes en el entorno del Parque Bustamante a la intervención y posible destrucción de este. El gobierno finalmente decidió cambiar su proyecto original y eligió la alternativa B, que tenía una rentabilidad de 14,7 % y una demanda de 18 000 pasajeros por hora y sentido, la cual tenía un costo presupuestado de 14 892,9 mil UF. Así, el 27 de enero de 1994 comenzó la construcción de la Línea 5, en los terrenos de la actual estación Santa Isabel. Para evitar el rechazo de los vecinos, la construcción utilizó el denominado NATM («Nuevo método de tunelaje austríaco») que reducía de forma importante las interrupciones superficiales de tráfico y unas 90 especies arbóreas nativas del Parque Bustamante fueron trasladadas a un vivero especial ubicado en el mismo parque. La línea se construyó de forma subterránea entre Baquedano y los talleres de San Eugenio, donde emerge y continúa en viaducto hasta la estación Bellavista de La Florida. El viaducto fue construido entre los meses de noviembre de 1994 y diciembre de 1996, con una longitud total de 5948 m.
Esta línea, la tercera del Metro de Santiago, fue finalmente inaugurada el 5 de abril de 1997 por el presidente Eduardo Frei Ruiz-Tagle. Aprovechando la inauguración de la línea, Metro inició un proceso de renovación de su imagen corporativa y la señalética de las estaciones, que estuvo a cargo de los diseñadores Sergio Mancilla, Mónica Ventura y Alejandro Orellana, y que incluyó también el desarrollo de una fuente tipográfica propia, denominada «Métrika». En diciembre de 1997 se inició el proceso de cambio de la señalética en las estaciones del tramo La Moneda-Salvador en la Línea 1, continuando en los meses posteriores hacia el resto de la red.

### Primera extensión

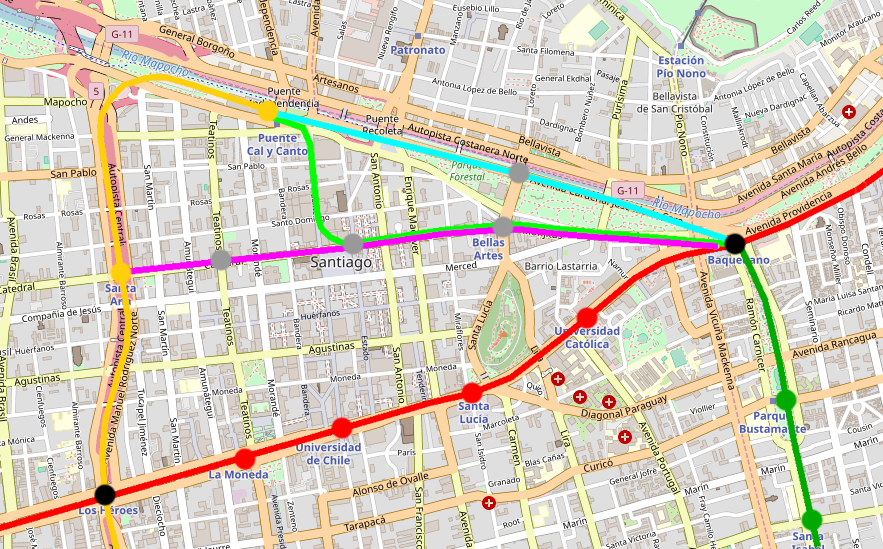
Propuestas de extensión de la Línea 5 (1995):
Propuesta 1
Propuesta 2
Propuesta 3
Estaciones proyectadas

Aún sin que esta estuviera inaugurada, el gobierno de Frei anunció que la Línea 5 sería extendida en su extremo norte. Esto implicaba atravesar en su totalidad el casco fundacional de la ciudad, llegando al corazón de esta, la Plaza de Armas de Santiago. En marzo de 1995 se anunciaban tres opciones que se barajaban para dicha extensión:
- La primera opción consideraba conectar con la Línea 2 en la estación Puente Cal y Canto, con un trazado que seguiría por la avenida José María Caro (Costanera Sur) con una estación intermedia en calle Loreto.
- La segunda alternativa consideraba el trazado por calle Monjitas hasta la Plaza de Armas, en donde viraría hacia el norte y empalmaría con la Línea 2 en Puente Cal y Canto. Presentaba 2 paradas intermedias: una a la altura del Museo Nacional de Bellas Artes y otra en la Plaza de Armas.
- La tercera propuesta planteaba un trazado similar a la segunda alternativa pero continuando hacia el poniente por calle Catedral, empalmando con la Línea 2 en la estación Santa Ana y presentando estaciones intermedias a la altura del Museo Nacional de Bellas Artes, la Plaza de Armas y otra a la altura de calle Teatinos.[117]

Finalmente se optó por la tercera opción, conectando con la Línea 2 en la estación Santa Ana, aunque sin construir la estación que estaba contemplada en calle Teatinos, manteniéndose las otras 2 paradas intermedias. El 11 de enero de 1997 se iniciaron las obras de construcción de la extensión de la línea hasta la estación Santa Ana.
La construcción del túnel generó una importante preocupación de conservación arqueológica producto de los potenciales descubrimientos que podrían encontrarse durante los trabajos. Efectivamente, diversos elementos de valor histórico fueron encontrados. En el sector del pique Bueras junto al Parque Forestal se encontraron restos de los tajamares de ladrillo construidos por Joaquín Toesca desde 1792 a 1805 para defender a la ciudad de las crecidas del río, mientras bajo la Plaza de Armas se encontraron tuberías cerámicas de las antiguas pilas de agua coloniales y osamentas humanas junto a cerámica vidriada de origen español y joyas de obsidiana.
Pese a que se utilizó un sistema menos invasivo como el NATM para la construcción del túnel, las tres estaciones construidas requirieron de un pique abierto, especialmente complejo en el caso de la Plaza de Armas. El sector además, era considerado como «zona típica» por el Consejo de Monumentos Nacionales de Chile, por lo que Metro S.A. debió llegar a un acuerdo con esta institución para poder realizar las obras. Las estaciones finalmente fueron construidas utilizando un sistema de entibación con pilotajes y anclajes al propio suelo, reduciendo el tamaño de las excavaciones, las que en el caso de la Plaza de Armas, sirvieron para construir estacionamientos subterráneos en la zona y remodelar por completo la plaza.
El 3 de marzo de 2000, y en sus últimos días de presidencia, Eduardo Frei inauguró la extensión de la Línea 5 que permite la conectividad entre las tres líneas existentes hasta esa fecha.

## En busca de un nuevo sistema de transportes

### Planes y propuestas

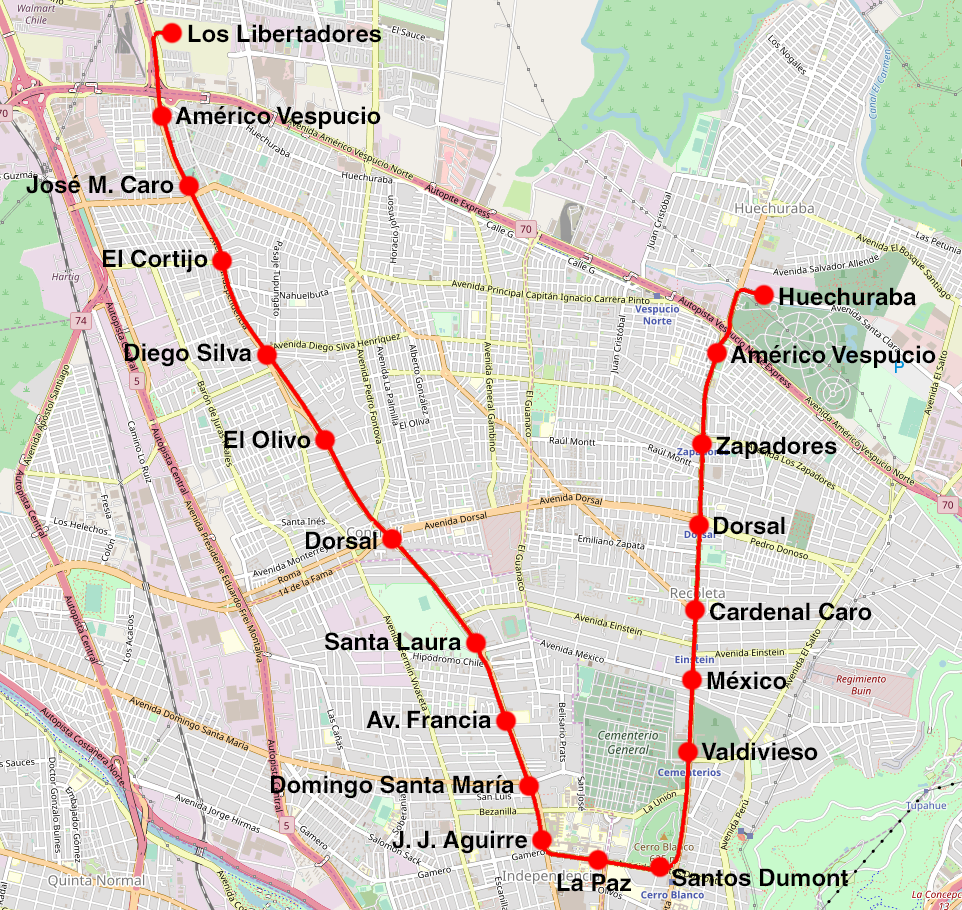
Trazado del proyecto de «metro ligero» presentado en 2001.

El gobierno de Ricardo Lagos, entre el 11 de marzo de 2000 y el 11 de marzo de 2006, desarrolló con fuerza la expansión de la Red de Metro. Lagos, como ministro de Obras Públicas durante el gobierno de Eduardo Frei Ruiz-Tagle, mencionó en septiembre de 1995 las intenciones de crear una línea a lo largo de avenida Recoleta, pero finalmente el plan no se concretó y hacia 2000, Metro no tenía planes de expansión. Durante su campaña presidencial, una de las principales promesas de Lagos había sido una reforma al sistema de transporte público de Santiago, por lo que a un mes de asumir el gobierno encargó la creación de un comité asesor que finalmente publicó la «Política y Plan de Transporte Urbano de Santiago, 2000-2010» en agosto de 2000.
El PTUS se encargó principalmente de los buses, por lo que la agenda del tren subterráneo corrió de forma paralela principalmente desde el despacho presidencial. El 24 de mayo de 2000, Ricardo Lagos anunció los primeros planes de expansión: la Línea 2 se extendería dos estaciones hacia al norte por avenida Recoleta y dos al sur por la Gran Avenida, mientras la Línea 5 lo haría en tres estaciones hacia el poniente, llegando a la Quinta Normal. Estas extensiones tenían el fin de conectar con otros sistemas de transporte que se planificaban en la época y que serían anunciados meses después: un tranvía por las avenidas Recoleta e Independencia y el tren suburbano Melitrén que saldría desde la propuesta estación Matucana de la Línea 5 hasta las localidades de Batuco (al norte) y Melipilla (al surponiente). Estos proyectos fueron evaluados con un costo de 318 millones de dólares, pero luego fueron corregidos a 436 millones. Ambas extensiones —de la Línea 2 hacia Vespucio Norte y la Línea 5 hasta Quinta Normal— iniciaron su construcción en mayo de 2001, mientras que la extensión de la Línea 2 desde Lo Ovalle hasta La Cisterna comenzó a ser construida en enero de 2002.
El proyecto de tranvía (también denominado «tren ligero» o «metro ligero») para el sector norte de Santiago contemplaba una línea que iniciaría en la Carretera General San Martín (cercano a la actual estación Los Libertadores), avanzaría hacia el sur por avenida Independencia, girando hacia el oriente en Santos Dumont (en donde se planteaba combinar con la estación Cerro Blanco de la Línea 2) y seguir hacia el norte por avenida Recoleta hasta la intersección de avenida Recoleta con Santa Clara, en la comuna de Huechuraba. Dicho proyecto fue finalmente desistido y reemplazado por la extensión de la Línea 2 hasta Américo Vespucio, mientras que el tramo por la avenida Independencia quedaría definitivamente descartado con la construcción de la Línea 3 del metro.
La Secretaría de Planificación de Transporte (Sectra) publicó en octubre de 2000 el «Resumen Ejecutivo del Plan de Transporte Urbano de Santiago» basado en el PTUS original y en el que se incorpora definitivamente al Metro, definiéndolo como red estructurante del nuevo sistema de transportes de la capital. La decisión, sin embargo, no fue recibida con entusiasmo por algunos miembros del comité asesor, especialmente por el exministro de Transportes Germán Correa quien argumentaba que dicha medida no tenía sustento debido a la limitada cobertura del Metro de Santiago.

### Línea 4
Días después de la segunda cuenta pública al país del gobierno de Ricardo Lagos, el 23 de mayo de 2001 fue anunciado el principal proyecto respecto al Metro: la construcción de la Línea 4. El plan, anunciado como una consolidación del Metro como eje estructurante del transporte santiaguino, consistía de una línea desde la estación Tobalaba a lo largo de la avenida homónima, siguiendo luego la Avenida Circunvalación Américo Vespucio hasta la intersección con la estación terminal de la Línea 5, Bellavista de La Florida. Desde allí, la nueva línea tendría dos ramales: uno al sur por avenida Vicuña Mackenna hasta llegar al centro de Puente Alto y otra hacia el poniente llegando a la Línea 2 en la estación La Cisterna que se encontraba en construcción como parte de los proyectos de extensiones. Inicialmente se habían barajado otras opciones, como por ejemplo una extensión de la Línea 5 a Puente Alto, un trazado exclusivamente por Américo Vespucio desde Tobalaba a La Cisterna, y la creación de una línea independiente desde Bellavista de La Florida hacia Puente Alto, entre otras.
La Línea 4 reforzaba así la red en el sector oriente de la ciudad, cubriendo un total de 11 comunas y una demanda anual estimada en el momento de 350 millones de pasajeros al año. La línea sería construida en subterráneo en su tramo entre las estaciones Tobalaba y Grecia, en trinchera a lo largo de la Autopista Vespucio Sur y en viaducto elevado sobre avenida Vicuña Mackenna hasta Puente Alto. Se estimó que el costo sería de 1.007 millones de dólares.
La extensión hacia el sector oriente fue criticada por alcaldes de otras comunas, en particular de Maipú que a esas fechas ya era la segunda comuna más poblada del país tras Puente Alto, y de Independencia al ver como nuevamente el plan de la Línea 3 era pospuesto. Como forma de aliviar los problemas de congestión en estas comunas, el gobierno se comprometió a la construcción del Melitrén y el tranvía por avenida Independencia, además de otro tranvía desde La Cisterna hacia Maipú pasando cerca de los terrenos del antiguo aeropuerto de Los Cerrillos, en el poniente de la ciudad. Además, el proyecto incluía la integración del Metro a la malla de microbuses al crear siete estaciones de transferencia y la introducción de Multivía, una tarjeta inteligente sin contacto como medio de pago.
La Línea 4 introduciría los trenes con ruedas de acero y para la licitación se presentaron diversos conglomerados. La francesa Alstom mantuvo el contrato con el Metro de Santiago para el proyecto, derrotando a las propuestas de Siemens AG, Bombardier y CAF. Hyundai, que había manifestado interés, no pudo participar en la licitación al llegar con un retraso de dos horas al cierre de las postulaciones.

### Puesta en marcha

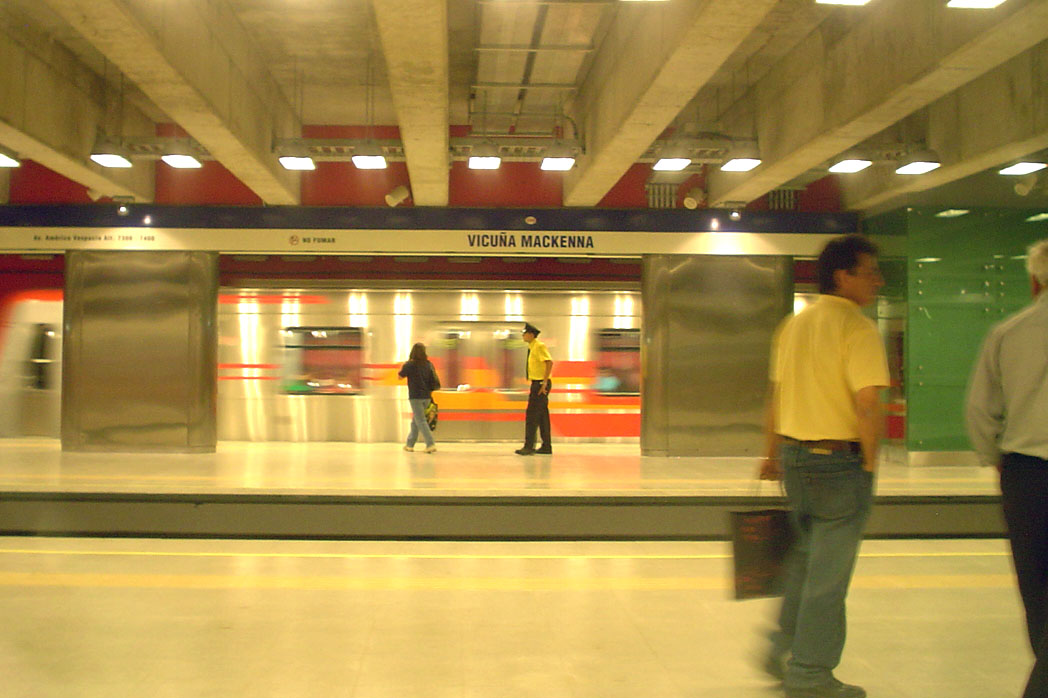
La estación Vicuña Mackenna es la única de la red construida originalmente con andén central y tres vías, al ser pensada para servir de bifurcación entre los dos ramales de la Línea 4. Finalmente quedó como estación de combinación con la Línea 4A.

Tras los anuncios y el comienzo de las obras, diversos cambios surgieron en los proyectos en ejecución. La Línea 4 cambió la estructura original de su bifurcación: en lugar de combinar con la Línea 5 en Bellavista de La Florida, se extendió esta para dar origen a la estación Vicente Valdés, ubicada algo más al sur por Vicuña Mackenna, mientras la bifurcación se trasladó a la estación Vicuña Mackenna. La propuesta original de tener trenes que hicieran los recorridos desde Tobalaba hasta la combinación con la Línea 2 fue finalmente desechada y el tramo entre Vicuña Mackenna y La Cisterna fue separado, formando así la Línea 4A. La extensión de la Línea 5 hacia el poniente también fue modificada, luego de que se decidiera no abrir la estación Libertad hasta que el tráfico de personas por el área aumentara, mientras que la estación originalmente pensada bajo la Plaza Brasil fue movida unas cuadras hacia el oriente hasta Ricardo Cumming para cubrir mejor el sector sobre la llamada «estación fantasma» Libertad. Una situación similar a la estación Libertad se dio con las estaciones Arturo Prat (que finalmente acabó como cola de maniobras de la terminal Plaza de Puente Alto) y San José de la Estrella de la Línea 4 y Echeverría de la Línea 4A, cuyas bases fueron construidas para expansiones en el futuro.
Los proyectos ferroviarios anexos se vieron seriamente afectados cuando la licitación del Melitrén debió cerrarse sin oferentes debido al alto costo involucrado por la habilitación del túnel entre la Estación Central y Quinta Normal. Las grandes dimensiones de esta última estación, denominada inicialmente como Matucana, finalmente no tendrían uso y la estación intermodal pensada inicialmente también fue cancelada. Un destino similar vivieron los proyectos de tranvías a Recoleta, Independencia y Maipú, que nunca vieron la luz. Como forma de compensar la cancelación de estos proyectos, Metro anunció en junio de 2003 la expansión de la Línea 2 al norte más allá de Santos Dumont (finalmente inaugurada como Cerro Blanco) hasta la intersección de Recoleta con Américo Vespucio, incluyendo las estaciones Valdivieso (ahora Cementerios), Einstein, Dorsal, Zapadores y Vespucio Norte, lo cual tendría un costo de US$ 200 millones.
Las obras comenzaron a ser inauguradas a partir del año 2004. El primer tramo fue la extensión de la Línea 5 entre Santa Ana y Quinta Normal, el 31 de marzo de ese año. Algunos meses después, le siguió la extensión de la Línea 2 al norte entre Puente Cal y Canto y Cerro Blanco (planeada como Santos Dumont) el 8 de septiembre, logrando cruzar por primera vez el río Mapocho. El 22 de diciembre fue el turno de la extensión sur de la misma línea, entre Lo Ovalle y La Cisterna. El tramo entre Cerro Blanco y Einstein fue abierto el 25 de noviembre de 2005.
Los primeros tramos de la Línea 4, entre Tobalaba y Grecia y entre Vicente Valdés y Plaza Puente Alto) fueron entregados el 30 de noviembre de 2005. El tramo entre Grecia y Vicente Valdés fue cubierto por buses especiales hasta el 2 de marzo de 2006 en que finalmente fue inaugurado, dos días antes de que Ricardo Lagos dejara el cargo de presidente y fuera sucedido por Michelle Bachelet. Bachelet finalmente inauguraría la Línea 4A el 16 de agosto de 2006 y el tramo entre Einstein y Vespucio Norte, el 21 de diciembre del mismo año.
La construcción de la estación San José de la Estrella de la Línea 4, que había sido pospuesta, fue retomada algunos años luego de la inauguración de la línea, siendo entregada al uso público en noviembre de 2009.

## Extensiones a Maipú y Las Condes

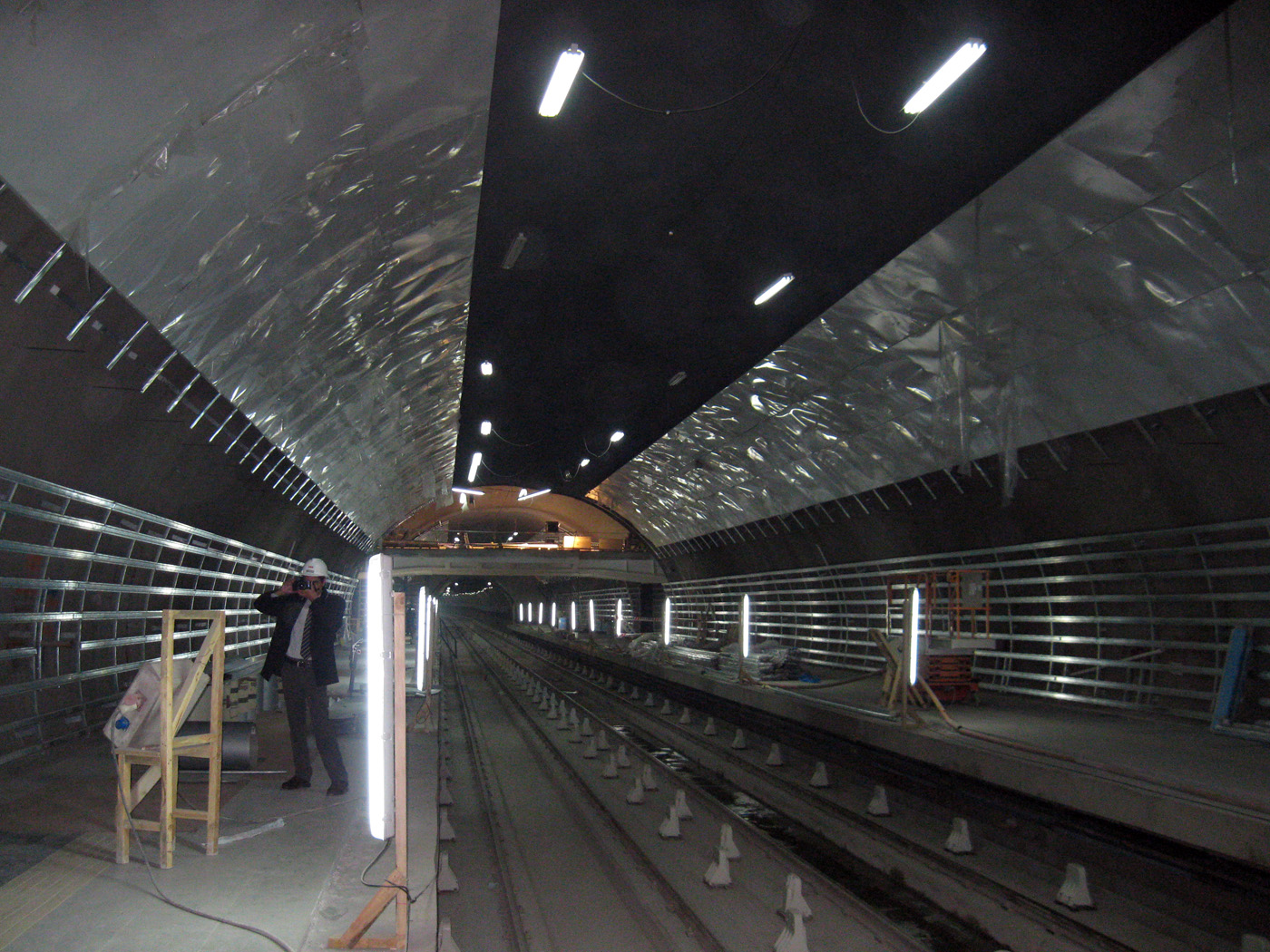
Estación Hernando de Magallanes, de la extensión de la Línea 1 al oriente, en construcción.

A dos semanas de la inauguración de la Línea 4, el 15 de noviembre de 2005, el presidente Ricardo Lagos y el presidente de Metro S.A. Fernando Bustamante hicieron pública la extensión al oriente de la Línea 1 por Avenida Apoquindo hasta la Plaza Los Dominicos y de una nueva línea hacia Maipú.
La extensión al oriente de la Línea 1 requirió una inversión de 245 millones de dólares, 50 de los cuales fueron financiados por la Ilustre Municipalidad de Las Condes. El diseño original contemplaba una extensión desde la estación Escuela Militar siguiendo avenida Apoquindo hacia el oriente, agregando cuatro estaciones; sin embargo, la estación planificada en la intersección con La Gloria fue descartada y finalmente se agregaron sólo tres estaciones: Manquehue, Hernando de Magallanes y Los Dominicos, todas de forma subterránea e inauguradas el 7 de enero de 2010.

Proyectos de extensión de Metro a Maipú y estaciones planificadas. En línea punteada, proyecto original; en línea segmentada, proyecto realizado.

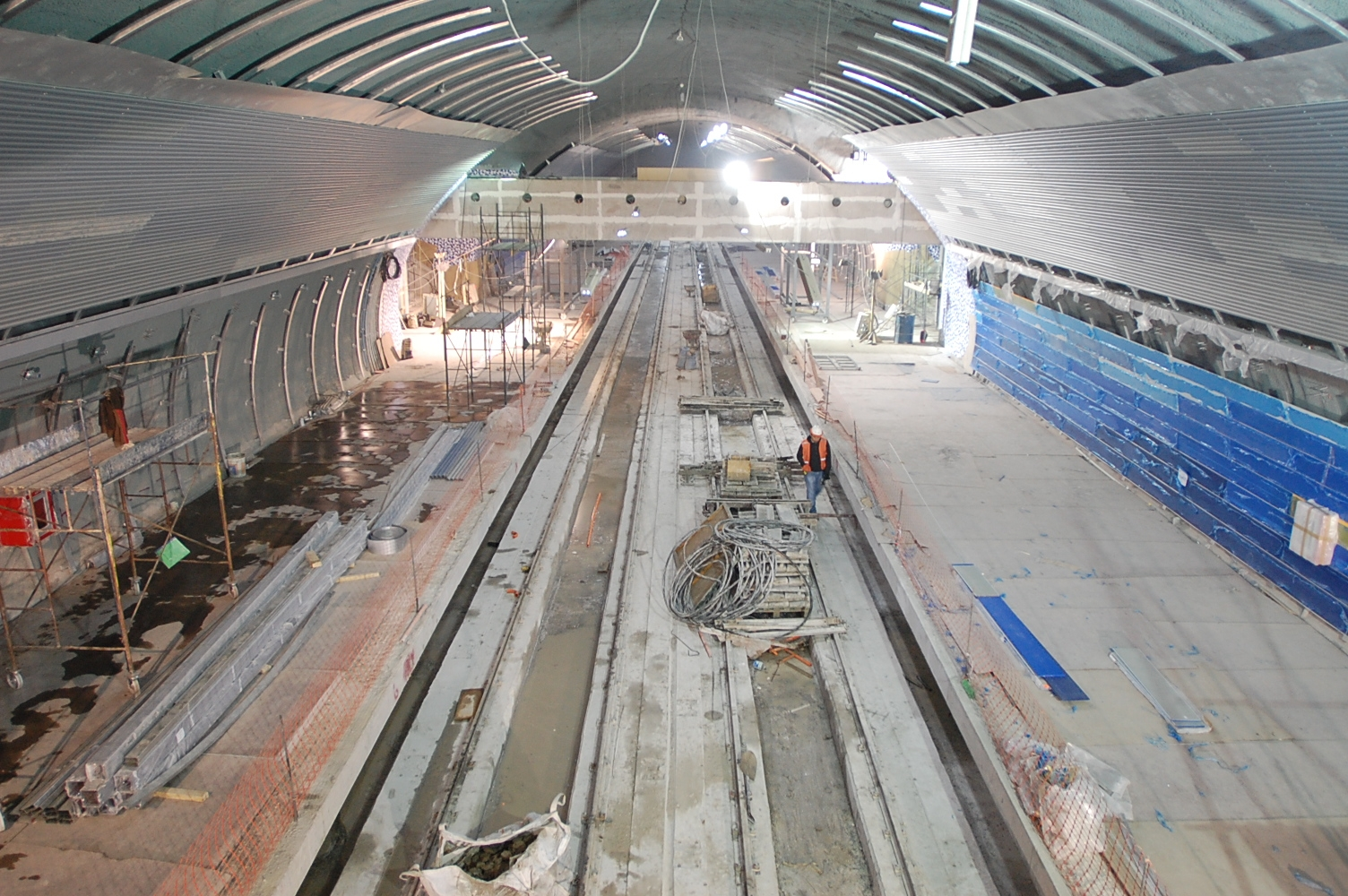
Vista de la estación Plaza de Maipú durante su construcción, en mayo de 2010.

Los deseos de la comunidad de Maipú de contar con una extensión del Metro finalmente se vieron materializadas con el anuncio de Lagos, aunque de forma diferente a la imaginada en proyectos anteriores, que se basaban en construir una nueva línea a lo largo de Avenida Los Pajaritos desde el centro de Maipú hasta la estación Las Rejas, que servía hasta esa fecha como principal puerta de conexión para los habitantes de la comuna con la red del tren subterráneo. El proyecto presentado originalmente incorporaba un trayecto que conectaba Maipú con la estación Quinta Normal de la Línea 5, cruzando las comunas de Pudahuel, Lo Prado y Quinta Normal. Este proyecto, denominado Línea Maipú-Pudahuel-Lo Prado (LMPL), estaba pensado como una línea independiente, que recorriera desde la Plaza Mayor de Maipú hacia el norte hasta la Avenida Circunvalación Américo Vespucio, cruzara a través de sectores residenciales hasta avenida Teniente Cruz y luego girara al oriente por avenida San Pablo, sin combinar con la adyacente Línea 1, hasta llegar a la estación de combinación, Quinta Normal. Este recorrido inicial contaba con 13 estaciones y una longitud de 13,7 kilómetros. El trazado evitaba cargar con más pasajeros a la Línea 1, que tras el funcionamiento de Transantiago había aumentado el número de usuarios hasta el borde de sus capacidades, y desviaba a un número importante de ellos hacia la Línea 5, descongestionando la principal línea de la red.
Aunque el proyecto mantuvo en gran medida su idea original de trayecto, enfrentó cambios importantes. Una parte del trazado original de la LNMP estaba bajo un suelo con malas condiciones para construcción de túneles, lo que aumentaba los costos, a lo que se sumaba el alto número de expropiaciones a realizar en el tramo residencial entre Américo Vespucio y Teniente Cruz. Ante esta situación, diversas propuestas se levantaron para definir el trazado, siendo aceptada la extensión del recorrido por Avenida Los Pajaritos entre Américo Vespucio y Teniente Cruz, tomando esta última avenida hacia el norte. La idea de una línea adicional, en tanto, fue finalmente desechada y se convirtió en una extensión directa de la Línea 5. El último cambio al plan fue la eliminación de una estación en el centro de Maipú (intercalada entre las actuales Santiago Bueras y Plaza de Maipú) y el anuncio de la construcción de la estación Del Sol dos años después del inicio de trabajos, el 15 de julio de 2008. Esta última estación fue ubicada en la intersección de Pajaritos con la Autopista del Sol con el fin de servir como estación intermodal con buses interurbanos del sector sur poniente de la Región Metropolitana de Santiago.
El primer tramo de la extensión de la Línea 5, entre las estaciones Quinta Normal y Pudahuel fue inaugurado oficialmente el 12 de enero de 2010. El resto de las estaciones hasta el terminal en Plaza de Maipú lo hicieron el 3 de febrero de 2011, incluyendo Del Sol, aun cuando se esperaba su apertura para fines de 2011. La inauguración de la extensión de la Línea 5 permitió una reducción en los tiempos de desplazamiento de los habitantes de la comuna más poblada de Chile de 90 minutos a 26 entre la Plaza de Armas de Santiago y la Plaza Mayor de Maipú.

## Alternativas de extensión

Planes de expansión del Metro propuestos en 2006 por la SECTRA.

Tras la implementación del Transantiago y el importante aumento en el flujo de pasajeros, la dirección del Metro descartó inicialmente la planificación de ellas hasta una evaluación del funcionamiento del Transantiago por lo menos de dos años, y de acuerdo a sus resultados se determinaría si era rentable y necesaria la construcción de extensiones o líneas nuevas. De todas formas, la Secretaría Interministerial de Planificación de Transporte llamó a mediados de 2006 a una licitación para el diseño de la posible expansión del Metro para mediano y largo plazo. Dentro de las bases se presentaban proyectos que debían ser diseñados obligatoriamente por los proponentes: una nueva línea por las avenidas Irarrázaval y Matta, para luego girar hacia el norte por San Diego e Independencia (equivalentes a la postergada Línea 3), una extensión de la Línea 4 al norte hacia Vitacura o Huechuraba pasando por Costanera Center, una extensión de la Línea 4A hacia Maipú, una nueva línea por avenida Santa Rosa y otra por el eje Los Leones-Macul-La Florida e incluso puede ser extendida por la Avenida Camilo Henríquez.
Sin embargo, debido a los problemas de congestión existentes en la Línea 1 desde la implementación de Transantiago, se priorizó construir una alternativa a dicha línea para poder descongestionarla. En 2007, el director de Metro S.A., Clemente Pérez sugirió que las alternativas podrían ser la equivalente a la postergada línea 3 o una nueva línea por avenida Santa María, aunque un grupo de constructoras presentó una propuesta (con un costo de US$900 millones) de realizar una línea expresa bajo la actual y con detenciones en sólo nueve estaciones: Pajaritos, Estación Central, Los Héroes, Universidad de Chile, Baquedano, Pedro de Valdivia, Tobalaba y Escuela Militar.
Así, en septiembre de 2009 se redujeron las posibilidades a solo tres alternativas: la línea por Av. Santa María, la Línea 3 por Irarrázaval-Matta-San Diego-Independencia, y una nueva línea desde la estación Pedro de Valdivia hacia al sur hasta Guillermo Mann por detrás del Estadio Nacional hacia el poniente utilizando la antigua línea ferroviaria para luego doblar al sur poniente y conectar con la futura Ciudad Parque Bicentenario en Cerrillos. De esta manera se lograría activar proyectos inmobiliarios en una zona deteriorada de la ciudad, como también abaratar costos por la utilización de antiguas líneas férreas.

## Líneas 3 y 6 y nuevas extensiones

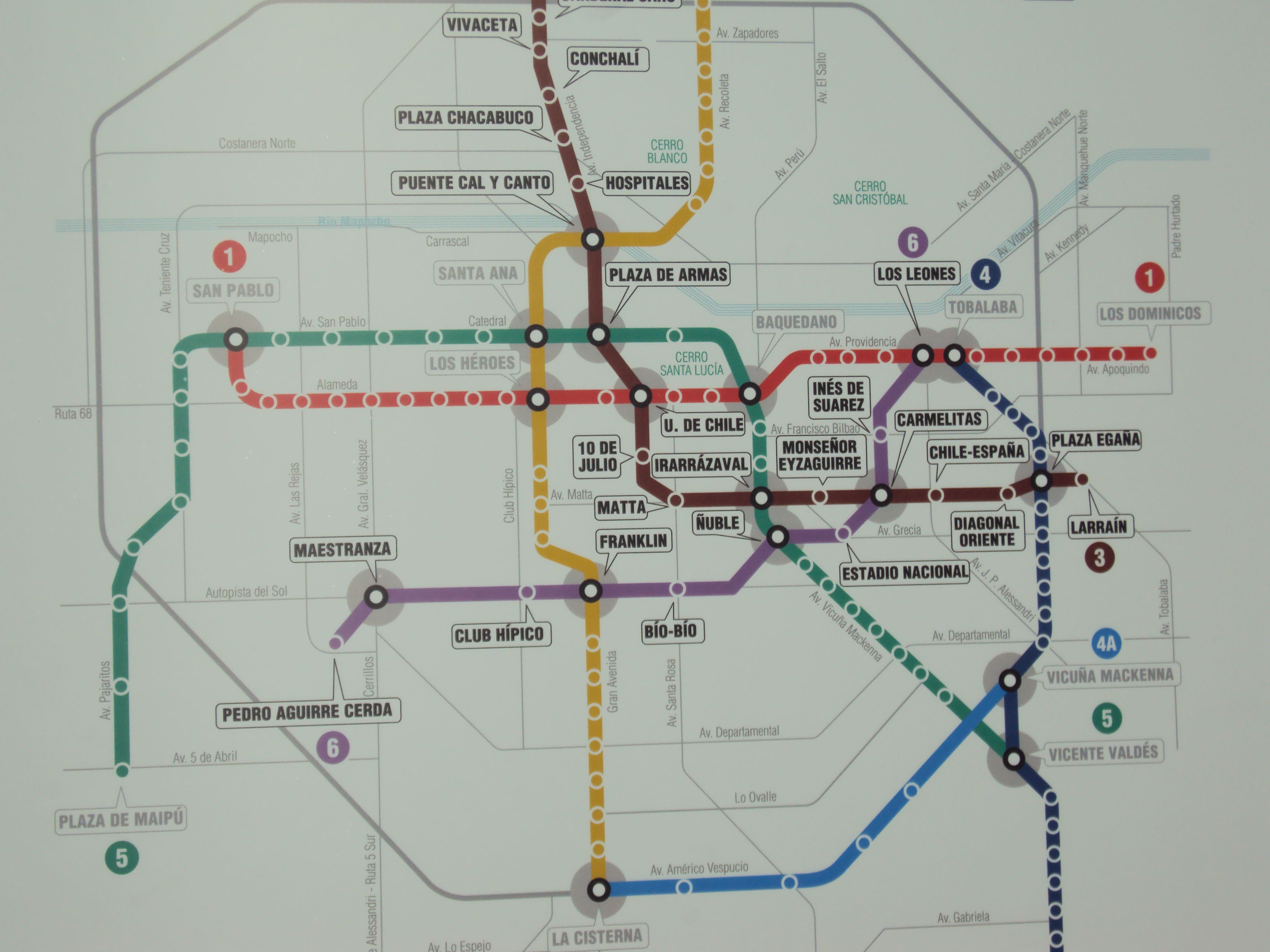
Mapa oficial de la construcción de las líneas 3 y 6.

### Línea 6
Hacia finales del primer mandato de la presidenta Michelle Bachelet, se especuló sobre el anuncio de una nueva línea de metro. El presidente de Metro S.A. Clemente Pérez aseguró que existían 15 propuestas presentadas por SECTRA y que era necesaria una definición temprana pues evitaría “perder la experiencia del equipo de contratistas que hacen posible sacar adelante las tareas de Metro”.[cita requerida] Dentro de los planes, reflotar la Línea 3 era la más mencionada, al igual que versiones de esta con sus tramos de Independencia y Matta-Irarrázaval separados y una extensión de la Línea 4 al Parque Bicentenario de Vitacura. Sin embargo, Bachelet anunció el 29 de diciembre de 2009 la construcción de una línea recientemente diseñada y que había arremetido con fuerza en los últimos meses.
La Línea 6 comenzaría en Tobalaba junto al complejo inmobiliario Costanera Center para conectar con la estación Pedro de Valdivia (L1) hacia el poniente, virando luego hacia al sur hasta el Estadio Nacional y de allí al poniente utilizando la antigua línea ferroviaria (cruzando las líneas 5 y 2 en las estaciones Ñuble y Rondizzoni, respectivamente), hasta conectar con la entonces futura Ciudad Parque Bicentenario en Cerrillos. Este recorrido que beneficiaría a las comunas de Cerrillos, Estación Central, Pedro Aguirre Cerda, Santiago, San Miguel, San Joaquín, Ñuñoa, Providencia y Las Condes, tendría una inversión estimada inicialmente en 900 millones de dólares para estar operativa en 2014. Dentro de las razones esgrimidas para la construcción de esta línea, que en un comienzo fue denominada también como «Línea Expreso Sur», estaba el descongestionamiento de la Línea 1, la incorporación y activación de la zona centro-sur de Santiago, especialmente en el sector del Zanjón de la Aguada y del Parque Bicentenario y la utilización de la faja ferroviaria, abaratando costos respecto a otras alternativas.

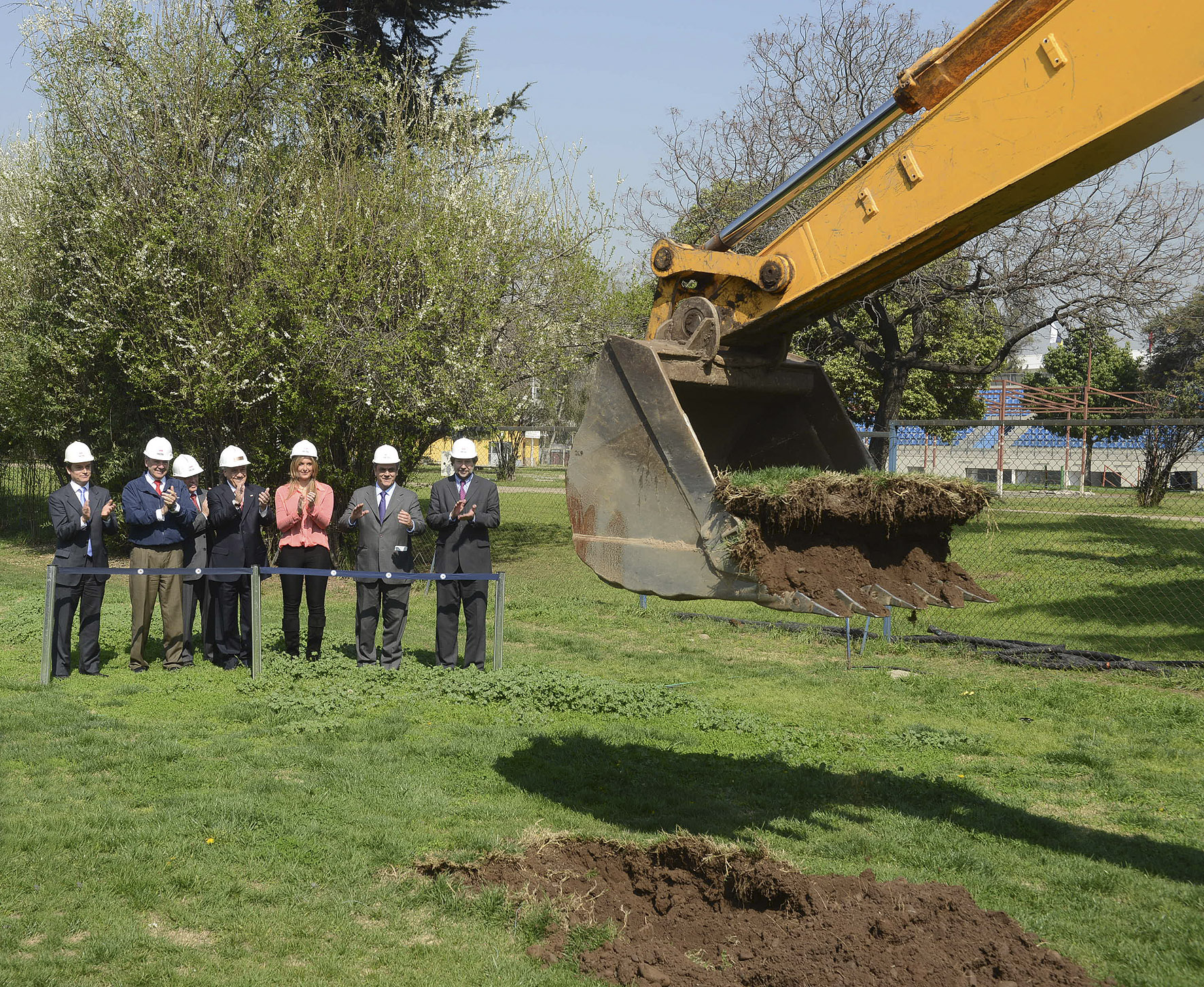
El 13 de septiembre de 2012 se dio inicio oficial a las obras de construcción de la Línea 6.

El anuncio causó diversas reacciones, especialmente por dejar de lado a la Línea 3, que era considerada la favorita para ser construida. Las críticas vinieron principalmente de la oposición política en el contexto de las elecciones presidenciales de 2009: el abanderado (y futuro presidente) Sebastián Piñera afirmó que el anuncio era un “ofertón político” y que se estaba “jugando con las esperanzas de la gente”. En esa línea, la encargada de Transportes de su equipo programático dijo que en un eventual gobierno esta línea se reestudiaría, pues Cerrillos no aseguraba la demanda necesaria para una línea. Los alcaldes de las comunas involucradas también participaron en las críticas: Pedro Sabat en Ñuñoa aseguró que el recorrido era “rasca” (vulgar), mientras que Claudina Núñez, alcaldesa de Pedro Aguirre Cerda, dijo que defendería el trazado y que un reestudio afectaría a las clases trabajadoras. En cuanto a estudios técnicos, un equipo de la Pontificia Universidad Católica de Chile determinó que la Línea 6 presentaba mayor beneficio social que la Línea 3 al considerar más factores que la movilidad de los pasajeros (especialmente debido a la renovación urbana del sector sur de la capital). Un estudio de la SECTRA aseguró que, si bien la Línea 3 podía tener mayor rentabilidad, la Línea 6 era considerablemente más barata de ejecutar.

### Reevaluación y proyecto conjunto con Línea 3

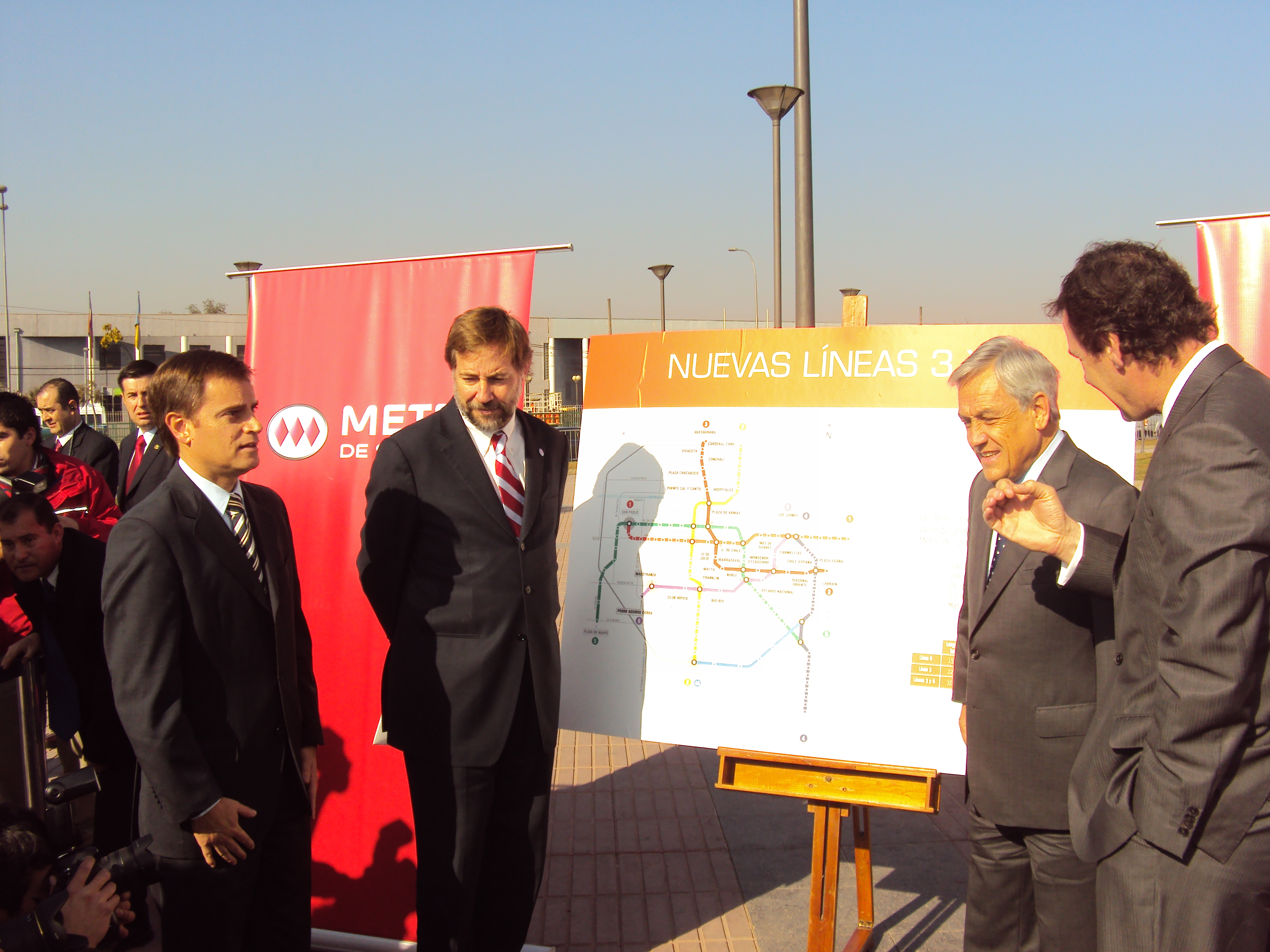
El presidente Sebastián Piñera anunciando la construcción conjunta de las líneas 3 y 6.

En los días de campaña previos a su elección en segunda vuelta, Sebastián Piñera aseguró a vecinos de Conchalí que el proyecto de la Línea 3 era viable y que se realizaría bajo su mandato, poniendo en entredicho la construcción de la Línea 6 en caso de ganar. Días después, la SECTRA dijo que era posible una construcción conjunta de ambas líneas, siempre y cuando se fuera realizando por etapas. El terremoto del 27 de febrero de 2010, sin embargo, cambiaría las prioridades del nuevo gobierno y la posibilidad de expansión del Metro de Santiago estuvo en peligro tal como en 1985.
Aunque en el anuncio de Bachelet se esperaba que en julio de 2010 comenzaran las obras de construcción, un mes antes el ministro de Transportes Felipe Morandé dijo que la Línea 6 estaba siendo revaluada, aunque argumentó que era producto del terremoto y el cambio en las prioridades de inversión del gobierno. En octubre de 2010, el presidente Piñera comunicó oficialmente que la Línea 6 sería construida, aunque en conjunto con la Línea 3, y que la construcción de ambos recorridos estaba en etapa de diseño.

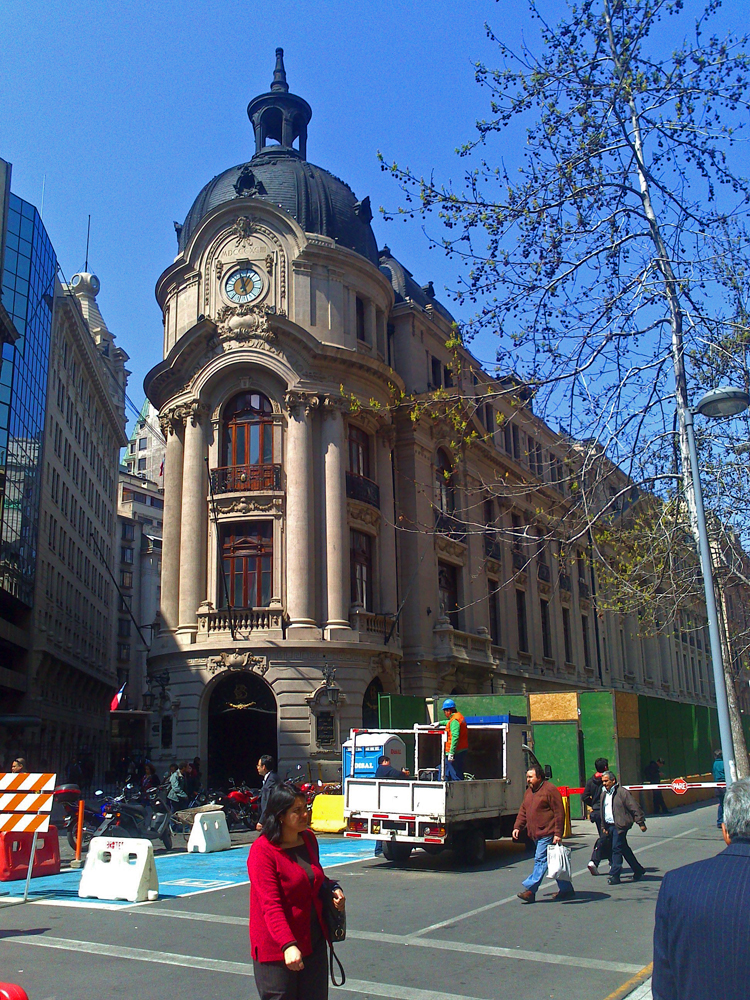
La construcción subterréanea de la Línea 3 atravesando el centro histórico de la ciudad forzó a la instalación de piques junto a monumentos como la Bolsa de Comercio de Santiago.

En julio de 2011, el diseño definitivo de ambos proyectos fue publicado. La Línea 3 se mantendría básicamente igual a su planificación original a mediados de los años 1980, aunque extendiéndose al norte hasta Américo Vespucio y al oriente más allá de Plaza Egaña hasta llegar a avenida Tobalaba. En total, la nueva Línea 3 tendría un costo de 1.722 millones para un recorrido de 22 kilómetros con 11 estaciones que serán inauguradas entre 2017 y 2018. En tanto, la Línea 6 presentó varios cambios: en el tramo final se dejó una única combinación con L1 en Los Leones (eliminando así las estaciones en Pedro de Valdivia y Tobalaba) y la estación Maestranza (originalmente llamada San Eugenio) fue movida unos metros para calzar con la combinación del servicio de trenes a Rancagua. La Línea 6, que estaría operativa en 2016, tendría un costo final de 1.036 millones de dólares. El proyecto también presentó varios cambios para los nuevos trenes, que contarían con aire acondicionado, cámaras de seguridad y conducción automatizada.
Un nuevo cambio vivió el proyecto de la Línea 6, cuando en enero de 2012 fue anunciado que las estaciones Club Hípico y Maestranza serían movidas 400 metros al sur, alejándose del eje del zanjón de la Aguada y quedando a lo largo de la Avenida Carlos Valdovinos. Este cambio benefició directamente a los vecinos de la comuna de Pedro Aguirre Cerda, mejorando la plusvalía del área e incrementando el número de proyectos inmobiliarios y comerciales. El costo de dicho cambio fue estimado en 6 millones de dólares. Asimismo, se modificaron algunos nombres de las estaciones: Pedro Aguirre Cerda pasó a llamarse Cerrillos, Club Hípico pasó a llamarse Presidente Pedro Aguirre Cerda, mientras Maestranza cambió nuevamente de nombre y quedó como Lo Valledor.

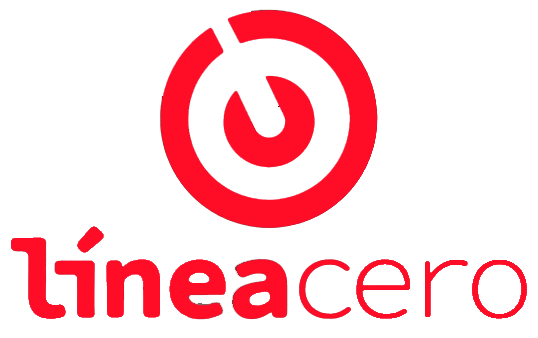
Símbolo de la Línea Cero.

El 8 de septiembre de 2018 fue inaugurado el sistema de parqueo de bicicletas en estaciones del metro, denominado «Línea Cero», el cual contempla la instalación de bicicleteros en los accesos a las estaciones y a los que se puede acceder mediante el pago del servicio a través de una aplicación móvil. El sistema debutó en las estaciones Cerrillos, Franklin, Bío-Bío, Presidente Pedro Aguirre Cerda e Inés de Suárez de la Línea 6; al momento de la apertura de la Línea 3 el sistema debutará en las estaciones Puente Cal y Canto, Parque Almagro, Matta y Fernando Castillo Velasco, previendo estar presente en 60 estaciones hacia el año 2020. El 28 de octubre de 2018 fue inaugurado el «Bazar Metro» en la estación Plaza de Armas, siguiendo el estilo de otros ferrocarriles metropolitanos que cuentan con tiendas para comercializar suvenires y objetos con la marca.

### Extensiones de las líneas 2 y 3

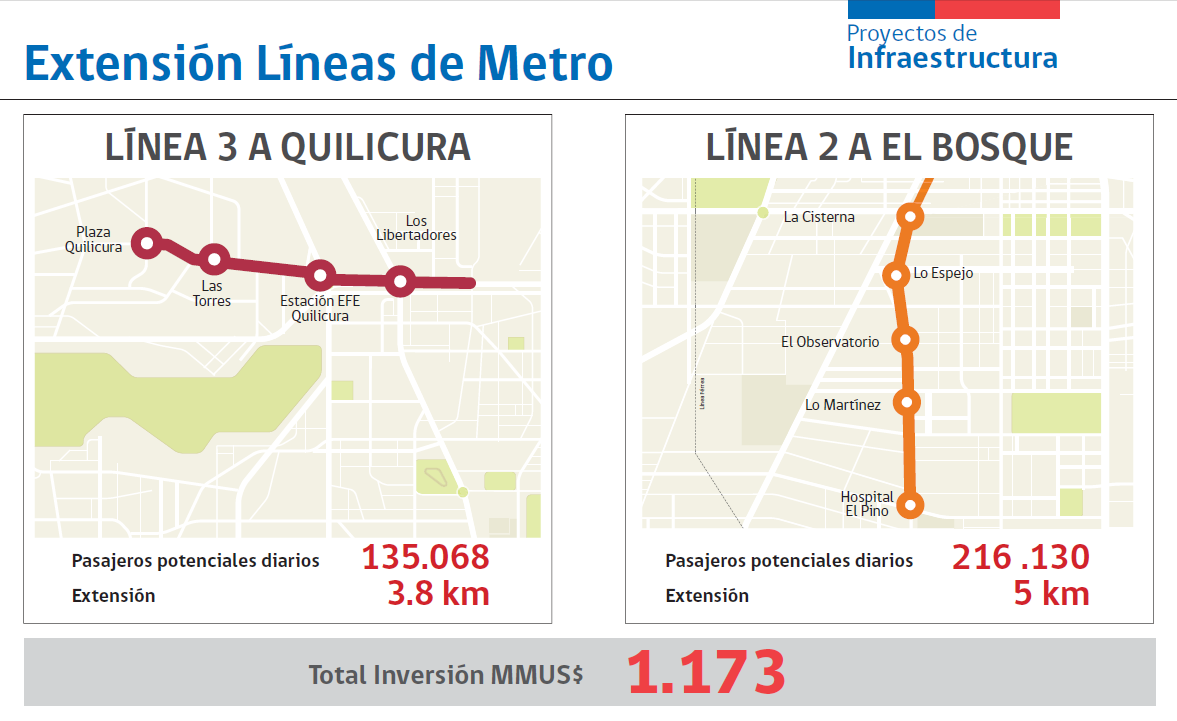
Presentación oficial del Plan de Infraestructura de Transporte Público, incluyendo la extensión de las líneas 2 y 3 del Metro.

El segundo gobierno de Michelle Bachelet asumió en marzo de 2014. En su campaña presidencial, Bachelet anunció que estudiaría la factibilidad técnica de extender la Línea 3 hasta la comuna de Quilicura y la Línea 2 hasta San Bernardo. En mayo de 2014, la presidenta comunicó el inicio de dichos estudios de factibilidad.
Finalmente, el 5 de noviembre de 2014, se confirmó la construcción de la extensión de las líneas 2 y 3. La Línea 2 será extendida por 5 km de forma subterránea, desde la actual estación La Cisterna hasta el Hospital El Pino, en el límite de las comunas de El Bosque y San Bernardo, contará con 4 estaciones. En tanto, la Línea 3 tendrá una extensión por el norte, incorporando 3 nuevas estaciones desde la estación terminal Los Libertadores hasta el centro de la comuna de Quilicura, a lo largo de 3,6 km de túnel subterráneo. Dicha extensión además contará con una estación intermodal que permitirá conectar con el servicio de trenes de cercanía hacia Batuco, que estaría en operaciones a partir del año 2022. La inversión prevista para ambas extensiones se eleva por sobre los 1.173 millones de dólares, a los que se sumarían 317 millones de dólares estimados para la compra de 12 nuevos trenes para la red de Metro. La inauguración de ambas extensiones se realizó durante 2023: la extensión de la Línea 3 fue abierta al público el 25 de septiembre, mientras que la extensión de Línea 2 inició sus operaciones el 27 de noviembre.

## Estallido social

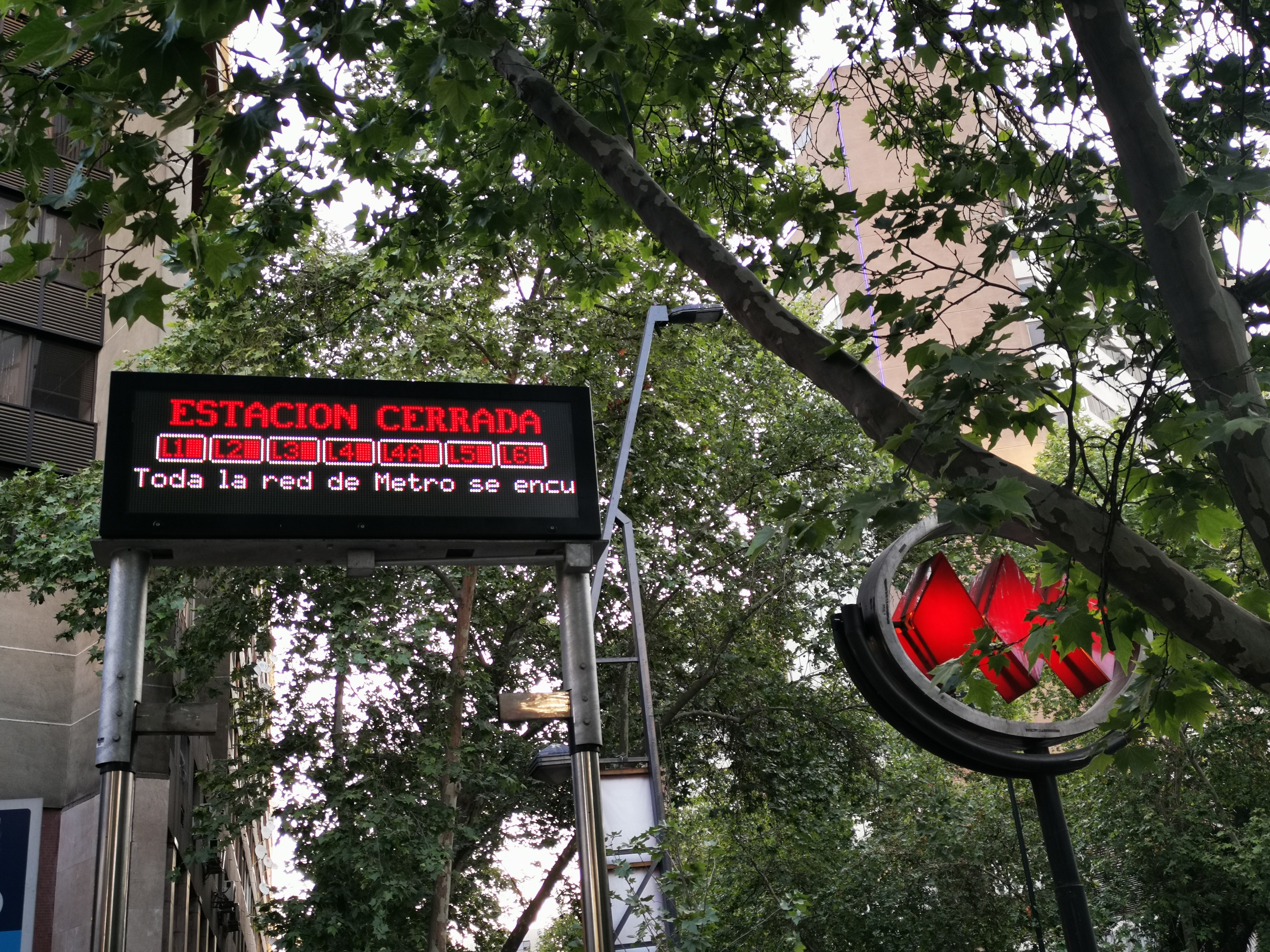
Letrero de la estación Los Leones mostrando el cierre total del Metro de Santiago la tarde del 18 de octubre.

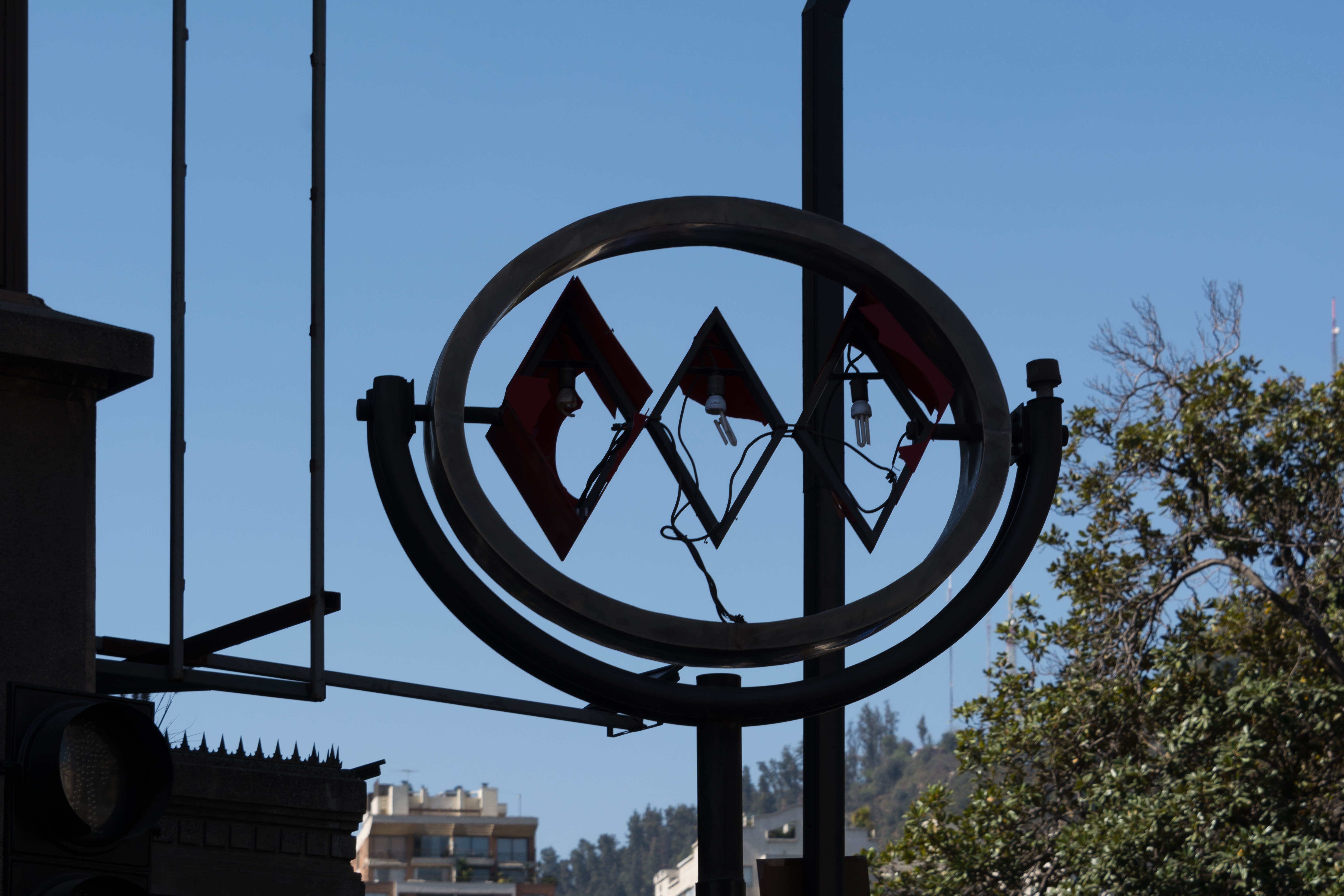
Letrero del Metro de Santiago destruido, 21 de octubre de 2019.

Durante el mes de octubre de 2019, la red del Metro de Santiago se enfrentó a las protestas sociales debido al alza del pasaje de toda la Red Metropolitana de Movilidad. Inicialmente, estudiantes secundarios realizaron evasiones masivas entre el 6 y 11 de octubre. Las protestas prontamente escalaron a varias estaciones del metro, interrupiendo en varias ocasiones el servicio de trenes.
El 15 de octubre la estación Universidad de Chile y estación Los Leones se mantuvieron cerradas y sin posibilidad de combinación por unas horas a causa de manifestaciones. El 17 de octubre comienzan alteraciones a la línea 1 cuando la estación Los Héroes fue afectada por la activación del freno de emergencia a causa de manifestantes, provocando el corte del servicio entre las estaciones San Pablo-República y Universidad de Chile-Los Dominicos.
El día viernes 18 de octubre continuaron las manifestaciones que alteraron el servicio de la línea 1, llegando a realizar control de acceso a los usuarios. La situación escaló hasta el punto de anunciar el cierre, a las 14:52 horas, de las líneas 1 y 2. La situación no se detuvo y la red completa debió ser cerrada por los ataques a estaciones y trabajadores. En la noche, tras la declaración del estado de emergencia por el presidente Sebastián Piñera, varias estaciones del Metro fueron destruidas y quemadas, algunas de las cuales fueron atacadas nuevamente al día siguiente, aun cuando se estableció el toque de queda. En tanto, el Instituto Nacional de Derechos Humanos investigó acusaciones de que la estación Baquedano fue utilizada como centro de detenciones y torturas por carabineros y militares.
Los efectos de las protestas y ataques a las estaciones del sistema del metro sobre la línea fueron tan grandes que la red permaneció cerrada a todo público durante el sábado 19 y domingo 20 de octubre. La red de Metro se reactivó parcialmente a partir del lunes 21 de octubre; sin embargo, debido al daño de algunas estaciones, la red sólo estará disponible en su totalidad en un plazo de hasta 7 meses. Los costos de los daños están estimados en más de 300 millones de dólares. Metro de Santiago señaló que no posee seguros contratados para la infraestructura de las estaciones y los trenes.
Los proyectos a futuro del Metro de Santiago también fueron afectados por las consecuencias que dejó el estallido social. La construcción de las extensiones de las líneas 2, 3, 4 y 6 hacia Hospital El Pino, Plaza Quilicura, Bajos de Mena e Isidora Goyenechea respectivamente y las líneas 7, 8 y 9, sufrieron retrasos y se inaugurarán en fechas posteriores a las anunciadas inicialmente. Además, la inauguración de la Estación Intermodal Los Libertadores, la cual estaba planeada para ser abierta en 2019, fue atrasada a abril de 2020. La construcción de los trenes NS-2016 para las líneas 2 y 5, sin embargo, seguirán el cronograma anunciado originalmente.
El 23 de octubre se informaba que la red presentaba daños en 79 estaciones, siendo las líneas 4, 4A y 5 las que presentan la mayor cantidad de estaciones destruidas o vandalizadas; también existen daños en 6 trenes, 5 de la línea 4 y uno en la línea 1 —este último incendiado en la estación San Pablo—. El detalle de las estaciones incendiadas era el siguiente:
| Estaciones completamente incendiadas | Estaciones completamente incendiadas | Estaciones completamente incendiadas | Estaciones completamente incendiadas | Estaciones completamente incendiadas | Estaciones completamente incendiadas | Estaciones completamente incendiadas | Estaciones completamente incendiadas |
| Estación                             | Estación                             | Andén                                | Mezzanina                            | Línea de circulación                 | Tren                                 | Sistema de señalización              | Sistema eléctrico                    |
| ------------------------------------ | ------------------------------------ | ------------------------------------ | ------------------------------------ | ------------------------------------ | ------------------------------------ | ------------------------------------ | ------------------------------------ |
|                                      | San Pablo                            |                                      |                                      |                                      |                                      |                                      |                                      |
|                                      | Macul                                |                                      |                                      |                                      |                                      |                                      |                                      |
| Trinidad                             |                                      |                                      |                                      |                                      |                                      |                                      |                                      |
| San José de la Estrella              |                                      |                                      |                                      |                                      |                                      |                                      |                                      |
| Los Quillayes                        |                                      |                                      |                                      |                                      |                                      |                                      |                                      |
| Elisa Correa                         |                                      |                                      |                                      |                                      |                                      |                                      |                                      |
| Protectora de la Infancia            |                                      |                                      |                                      |                                      |                                      |                                      |                                      |
|                                      | Santa Julia                          |                                      |                                      |                                      |                                      |                                      |                                      |
| La Granja                            |                                      |                                      |                                      |                                      |                                      |                                      |                                      |
| San Ramón                            |                                      |                                      |                                      |                                      |                                      |                                      |                                      |
| Estaciones parcialmente incendiadas  |                                      |                                      |                                      |                                      |                                      |                                      |                                      |
|                                      | República                            |                                      |                                      |                                      |                                      |                                      |                                      |
|                                      | Vespucio Norte                       |                                      |                                      |                                      |                                      |                                      |                                      |
|                                      | Del Sol                              |                                      |                                      |                                      |                                      |                                      |                                      |
| Las Parcelas                         |                                      |                                      |                                      |                                      |                                      |                                      |                                      |
| Laguna Sur                           |                                      |                                      |                                      |                                      |                                      |                                      |                                      |
| Barrancas                            |                                      |                                      |                                      |                                      |                                      |                                      |                                      |
| Pudahuel                             |                                      |                                      |                                      |                                      |                                      |                                      |                                      |
| Gruta de Lourdes                     |                                      |                                      |                                      |                                      |                                      |                                      |                                      |
| Cumming                              |                                      |                                      |                                      |                                      |                                      |                                      |                                      |
| San Joaquín                          |                                      |                                      |                                      |                                      |                                      |                                      |                                      |
| Pedrero                              |                                      |                                      |                                      |                                      |                                      |                                      |                                      |

La reapertura de la red del Metro de Santiago se realizó de manera paulatina desde el 21 de octubre de 2019 hasta el 25 de septiembre de 2020, en las siguientes fechas:
| Fecha | Estaciones |
| --- | --- |
| 21-oct | Pajaritos - Las Rejas - Ecuador - San Alberto Hurtado - Universidad de Santiago - Estación Central - República - La Moneda - Universidad de Chile - Universidad Católica - Salvador - Manuel Montt - Los Leones - Tobalaba - El Golf - Alcántara - Escuela Militar - Manquehue - Hernando de Magallanes - Los Dominicos                                                        |
| 22-oct | Santa Lucía - Pedro de Valdivia |
| 23-oct | Los Libertadores - Vivaceta - Universidad de Chile - Ñuñoa - Fernando Castillo Velasco Cerrillos - Lo Valledor - Ñuñoa - Los Leones |
| 25-oct | Unión Latinoamericana - Los Héroes La Cisterna - Lo Ovalle - El Llano - Rondizzoni - Parque O'Higgins - Los Héroes - Santa Ana - Puente Cal y Canto - Cerro Blanco - Einstein - Zapadores Plaza Chacabuco - Puente Cal y Canto - Matta - Irarrázaval Quinta Normal - Bellas Artes - Irarrázaval - Carlos Valdovinos - Bellavista de La Florida - Vicente Valdés Inés de Suárez |
| 28-oct | El Parrón - Lo Vial - Franklin - Toesca - Cementerios Monseñor Eyzaguirre - Chile España - Villa Frei - Plaza Egaña Tobalaba - Cristóbal Colón - Francisco Bilbao - Príncipe de Gales - Simón Bolívar - Plaza Egaña - Los Orientales - Grecia - Los Presidentes - Quilín Santa Ana - Santa Isabel - Camino Agrícola - Mirador Franklin                                         |
| 4-nov | Conchalí - Hospitales - Plaza de Armas Plaza de Armas - Rodrigo de Araya |
| 6-nov | Parque Bustamante - Ñuble Ñuble |
| 11-nov | Vespucio Norte - Patronato - San Miguel - Ciudad del Niño |
| 18-nov | Vicuña Mackenna - Vicente Valdés - Hospital Sótero del Río - Las Mercedes - Plaza de Puente Alto San Joaquín Estadio Nacional |
| 21-nov | Gruta de Lourdes - Blanqueado - Lo Prado - Pudahuel |
| 25-nov | La Cisterna - Santa Rosa - Vicuña Mackenna |
| 2-dic | República Las Torres |
| 4-dic | Presidente Pedro Aguirre Cerda |
| 9-dic | Departamental Rojas Magallanes |
| 16-dic | Parque Almagro |
| 18-dic | Santa Lucía |
| 23-dic | Bío Bío |
| 30-dic | San Pablo |
| 8-abr | Baquedano |
| 23-abr | Cardenal Caro |
| 11-may | Cumming - Pedrero |
| 25-jul | San Pablo - Neptuno |
| 28-jul | Plaza de Maipú - Santiago Bueras - Monte Tabor - Barrancas |
| 12-ago | Macul |
| 17-ago | Santa Julia - La Granja - San Ramón |
| 24-ago | Del Sol |
| 31-ago | Las Parcelas |
| 7-sep | Laguna Sur |
| 14-sep | San José de la Estrella - Los Quillayes - Elisa Correa |
| 25-sep | Trinidad - Protectora de la Infancia |
| Notas: Santa Lucía fue cerrada nuevamente el 28 de octubre debido al incendio que sufrió uno de sus accesos. Los Héroes, Ñuble y Baquedano inicialmente estuvieron habilitadas sólo para combinación de líneas, ya que sus accesos se mantuvieron cerrados. Los accesos de Los Héroes correspondientes a la línea 1 fueron abiertos el 2 de diciembre, mientras que los accesos de Ñuble empezaron a operar el 2 de marzo. Los accesos D (Teatro Universidad de Chile) y E (Parque Bustamante) de la estación Baquedano fueron reabiertos el 4 de mayo de 2020, mientras que el resto de sus accesos continúan cerrados. República fue cerrada nuevamente el 26 de noviembre debido a daños que se produjeron en el interior de la estación durante una manifestación. La ruta expresa fue restablecida en Línea 2 el 6 de enero de 2020, aunque fue suspendida nuevamente el 23 de marzo debido a la pandemia de COVID-19. | |

|               |
| 21 de octubre |

|               |
| 23 de octubre |

|               |
| 25 de octubre |

|               |
| 28 de octubre |

|                |
| 4 de noviembre |

|                |
| 6 de noviembre |

|                 |
| 11 de noviembre |

|                 |
| 18 de noviembre |

|                 |
| 21 de noviembre |

|                 |
| 25 de noviembre |

|                |
| 2 de diciembre |

|                          |
| 23 de septiembre de 2020 |

## Propuesta de Plan Maestro para el año 2025

Mapa del sistema de transporte ferroviario (incluyendo las nuevas extensiones y líneas del Metro) proyectado hacia el año 2025.

En abril de 2013, el gobierno chileno lanzó el Plan Maestro de Transporte Santiago 2025 como una forma de diseñar de forma conjunta el sistema de transporte de la ciudad en el mediano plazo. Este plan articula una serie de medios de transporte, expandiendo algunos en operación como el Metro, los trenes de cercanías y las ciclovías e incorporando nuevos como teleféricos, tranvías y premetro.
El plan ferroviario para la ciudad, con un costo estimado de 10 881 millones de dólares, permitiría la construcción de al menos dos nuevas líneas de metro. La Línea 7 fue propuesta como una paralela a la Línea 1, con el objetivo principal de descongestionar esta (algo ya pensado para las líneas 3 y 6) y recorrería el eje de las avenidas 5 de Abril-Blanco Encalada-Santa Isabel desde Maipú hasta Vicuña Mackenna, acercándose luego a la costanera del río Mapocho para continuar por Avenida Vitacura, finalizando en el sector de Estoril. Una idea inicial incluía un ramal por avenida Francisco Bilbao hacia el oriente, pero fue descartado en versiones posteriores del plan. En tanto, la Línea 8 serviría al norponiente de Santiago, iniciando su recorrido en la estación Baquedano hacia el poniente, siguiendo por las avenidas Mapocho y J. J. Pérez hasta llegar a las comunas de Cerro Navia y Renca.
El plan también incluye nuevas extensiones: la Línea 2 se expandiría al sur hasta el paradero 28 de la Gran Avenida (alcanzando la comuna de El Bosque), la Línea 4 llegaría a Isidora Goyenechea y Bajos de Mena por el norte y el sur, la Línea 6 a Isidora Goyenechea por el norte y la Línea 5 lo haría hasta Camino a Melipilla por el surponiente, para así combinar con el Melitrén. En tanto, un servicio de tranvía conectaría al Metro con el Aeropuerto Arturo Merino Benítez, mientras otros dos servicios recorrerían las avenidas Tobalaba y Santa Rosa.
La construcción de estas líneas y extensiones no fueron confirmadas por el primer gobierno de Sebastián Piñera, dejando la decisión en el segundo gobierno de Michelle Bachelet, que asumió en marzo de 2014. En su campaña presidencial, Bachelet anunció que estudiaría la factibilidad técnica de extender la Línea 3 hasta la comuna de Quilicura y la Línea 2 hasta San Bernardo. En mayo de 2014, la presidenta comunicó el inicio de dichos estudios de factibilidad.
En julio de 2014, un grupo de especialistas en transporte y urbanismo (incluido el exministro Pedro Pablo Errázuriz) propuso nuevas líneas para el Metro de Santiago, incluyendo una extensión de la Línea 4 por la Avenida Vitacura entre el Sanhattan y la Avenida Tabancura, otra por la Avenida Las Condes entre la estación Manquehue y la Avenida La Dehesa (similar al proyecto de tranvía para Las Condes), otra por la Avenida Cristóbal Colón entre la estación Colón y la Rotonda Atenas, otra por las Avenidas Los Leones y Macul entre las Avenidas Providencia y Américo Vespucio, y otra por el Zanjón de la Aguada y la Avenida La Florida entre la estación Bio-Bío y la comuna de La Florida.
En el III Congreso Empresa y Sociedad de Icare, realizado en agosto de 2014, el expresidente Ricardo Lagos propuso construir una línea 1 expresa, entre Escuela Militar y Pajaritos, con sólo cuatro o cinco estaciones, para descongestionar la actual línea 1. Posteriormente, en 2017 Lagos presentó una propuesta de nuevas líneas y extensiones del Metro de Santiago para alcanzar un total de 16 líneas y sea convertido en la red vertebral del transporte capitalino.

## El futuro del Metro

### En construcción

#### Línea 7; de Renca a Vitacura y Las Condes

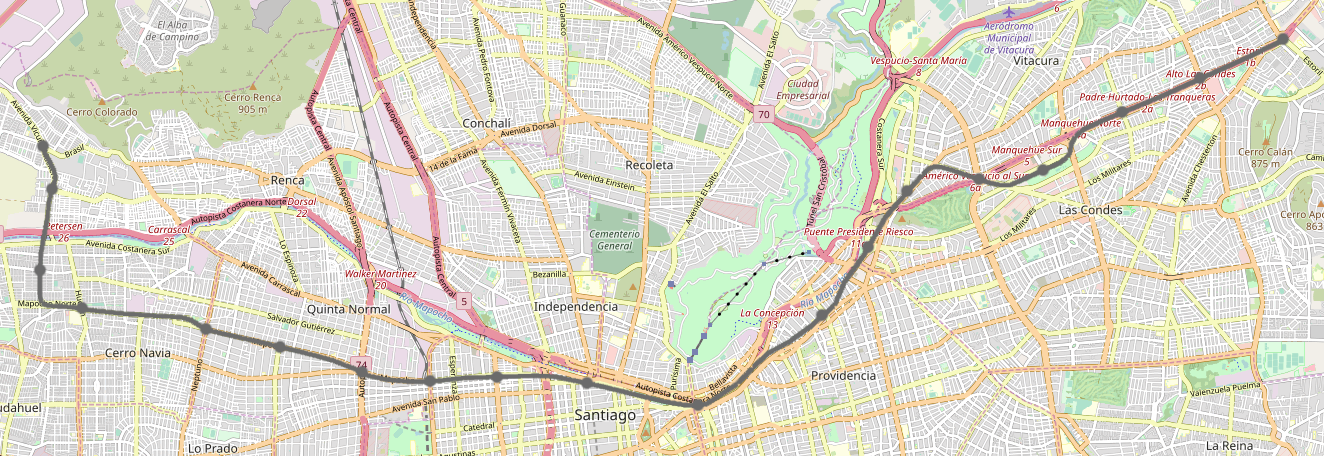
Trazado proyectado para la Línea 7.

Junto con anunciar la construcción de las extensiones de las líneas 2 y 3, la presidenta Michelle Bachelet confirmó el inicio de estudios de factibilidad para la construcción de la Línea 7 del Metro de Santiago, la cual será paralela a la actual Línea 1 y buscará descongestionarla. La Línea 7 fue presentada como la primera línea concesionada de la red de Metro, aunque posteriormente fue descartado. El servicio recorrerá Santiago en sentido poniente-oriente entre Renca y Vitacura.
El 31 de mayo de 2017, el diario El Mercurio señaló un posible futuro trazado de la Línea 7 que comenzaría en Estoril con Kennedy (Vitacura), avanzando por Kennedy hasta el sector de la antigua rotonda Pérez Zujovic y la Costanera Andrés Bello para combinar con las estaciones Salvador y Baquedano de la Línea 1, continuando luego en una combinación con la Línea 2 en Puente Cal y Canto para dirigirse hacia el poniente por Mapocho y José Joaquín Pérez y doblando hacia el norte en Huelén, alcanzando las comunas de Cerro Navia y Renca. La construcción fue anunciada oficialmente por la presidenta Michelle Bachelet durante la cuenta pública del 1 de junio de 2017.
En agosto del mismo año expertos chilenos en transporte propusieron que la línea fuera modificada, dirigiéndose hacia el aeropuerto internacional por las avenidas San Daniel, Río Itata y Armando Cortínez Oriente en la comuna de Pudahuel, pasando por el parque de negocios Enea. También propusieron 22 estaciones, agregando cuatro al proyecto original y quitando las tres en dirección a Renca. La empresa Metro S.A. no lo descarta y la firma Enea se ofreció para facilitarlo.
El 22 de diciembre de 2017 el diario El Mercurio publicó un informe que señalaba que el trazado de la línea fue modificado, de modo que no circulará por la avenida Andrés Bello, sino que irá paralelo a la Línea 1 por avenida Providencia, eliminándose la combinación en Salvador y trasladándola a Pedro de Valdivia, eliminando las estaciones Suecia y La Concepción, para luego continuar con su trazado original en Isidora Goyenechea (donde combinará con la Línea 6), y un tramo del trazado en el sector de avenida Kennedy se desviará por Cerro Colorado. En el sector poniente la línea continuará, luego de cruzar Avenida General Velásquez, por Avenida Mapocho en lugar de José Joaquín Pérez, unos 600 metros más al norte en el tramo de Quinta Normal y Cerro Navia. Junto a esto se anunció que la línea será inaugurada en 2026.
El 29 de diciembre de 2021 se anunció que la empresa francesa Alstom se adjudicó la licitación para fabricar los trenes con conducción automática de la Línea 7. Finalmente el 17 de febrero de 2022 se realizó la ceremonia oficial de inicio de las obras de construcción de la Línea 7.

#### Extensiones de la Línea 6; Las Condes y Cerrillos

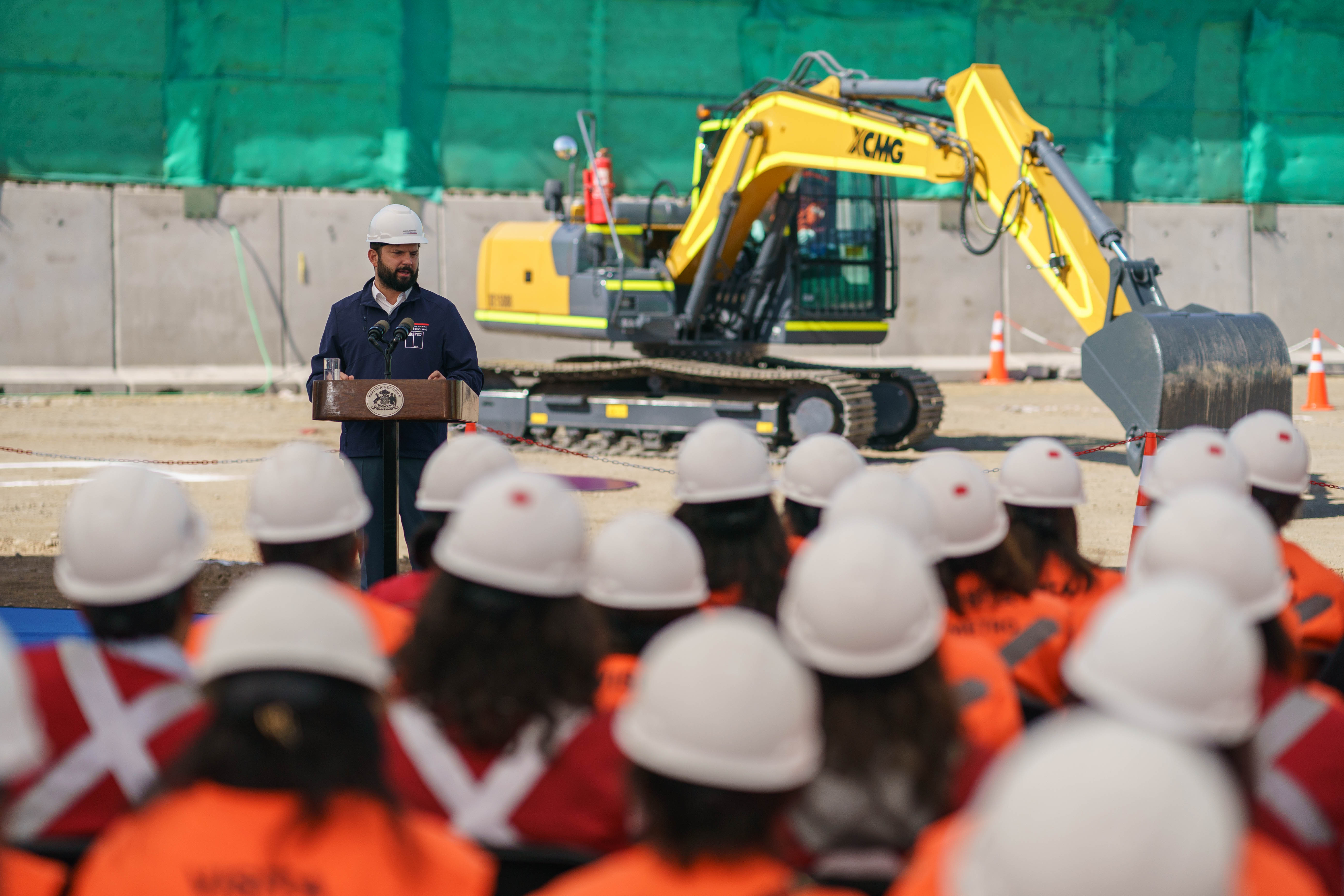
Ceremonia de inicio de obras de la extensión Cerrillos-Lo Errázuriz el 4 de abril de 2024.

Cuando se anunció la realización del proyecto del Metrotren Melipilla en 2013, se había considerado la extensión de la entonces nueva Línea 6 hacia la estación Lo Errázuriz para conectar ambos servicios, aunque esta extensión no había sido formalmente anunciada por Metro y tampoco estaba en los planes que incluían las extensiones de las Líneas 2 y 3.[cita requerida]
A principios de septiembre de 2019, el entonces presidente Sebastián Piñera presentó el plan «Chile sobre Rieles», el cual confirmó la realización del servicio de trenes hacia Melipilla, junto con la realización de la extensión de la Línea 6 hacia la estación Lo Errázuriz. Durante 2021, Metro llamó a licitación para llevar a cabo el proyecto, mientras que durante el año siguiente fue aprobada su declaración de impacto ambiental. El 4 de abril de 2024 comenzaron las obras de la extensión hacia Lo Errázuriz. Se espera que la estación sea inaugurada durante el último trimestre de 2027.
Producto del anuncio de la construcción de la nueva Línea 7 y los primeros cambios al proyecto realizados en diciembre de 2017, se confirmó el alargue en un kilómetro de la Línea 6 desde la estación Los Leones hasta la futura estación Isidora Goyenechea, con lo cual ambas líneas quedarán conectadas. En diciembre de 2021, fue despejado el terreno que albergará la estación, precisamente en el triangular delimitado por Andrés Bello, Isidora Goyenechea y Vitacura.

#### Línea 9; de Santiago a La Pintana y Puente Alto
El mandatario también anunció la constrcción de la Línea 9 durante el mismo discurso. En un principio, se había anunciado que el trazado comenzaría en la estación Santa Lucía, en el centro de Santiago y cruzaría por una gran parte del eje Santa Rosa (una idea que en un principio surgió como uno de los recorridos planteados por Juan Parrochia en 1968) hasta llegar al cruce de la misma avenida con Gabriela, en la comuna de La Pintana. Este trazado inicial contaba con 12 estaciones —aunque este número cambió durante las etapas iniciales— y una extensión de 17 kilómetros, sin embargo el plan inicial quedó pospuesto debido al estallido social de 2019 y la empresa declaró las licitaciones como desiertas.
El 9 de agosto de 2023, el presidente Gabriel Boric anunció el cambio del trazado original de la Línea 9. A diferencia del plan inicial, el nuevo trazado comenzará en la estación Puente Cal y Canto (la cual la convertirá en la primera estación cuádruple de la red) y se extenderá hacia el sur pasando por la Plaza de La Pintana y cruzando por el sector de Bajos de Mena hasta llegar a la estación Plaza de Puente Alto, conectando con la Línea 4. El recorrido final contará con 19 estaciones (con una de ellas, Lo Martínez, siendo proyectada hacia el futuro) y una extensión de 27 kilómetros.
El segmento correspondiente al sector de Bajos de Mena había sido considerado en un principio como una extensión de la Línea 4, sin embargo este plan no logró concretarse y se fusionó con la Línea 9. Además, se planea que la inauguración se lleve a cabo por etapas: el tramo entre la estación Bío-Bio (la cual conecta con la Línea 6) y Plaza La Pintana será inaugurado en el año 2030, mientras que el segmento entre Puente Cal y Canto (la cual combinará con las Líneas 2, 3 y 7) y Ñuble sería inaugurado en 2032; finalmente, el tramo entre La Primavera y Plaza de Puente Alto será inaugurado en 2033.

### Proyectos en vía administrativa

#### Línea 8; de Providencia a Puente Alto

Plano de la red de metro proyectada hacia 2037, incluyendo todas las líneas anunciadas (7, 8, 9, A) y las extensiones de las líneas 6 y 4A.

Durante la cuenta pública de Sebastián Piñera de 2018, el presidente anunció la creación de la Línea 8, la cual conectará la estación Los Leones en Providencia, a lo largo de Avenida Los Leones hacia el sur, continuando por Chile-España, Avenida José Pedro Alessandri, Avenida Macul, Avenida La Florida, y Avenida Camilo Henríquez hasta llegar a la Avenida San Carlos en Puente Alto, beneficiando al sector nororiente y el sector suroriente. El trazado combinará con las líneas 1 y 6 en Los Leones, con la línea 3 en Chile-España, y con la línea 4 en Macul, y se estima que contará de 14 nuevas estaciones.
Como consecuencia de los daños producidos en la red durante el estallido social de 2019, las licitaciones para el desarrollo del proyecto se declararon desiertas para enfocarse en la reconstrucción de las estaciones afectadas. Se estima que la Línea 8 esté operativa en el año 2030.
Además, se planea que la inauguración se lleve a cabo por etapas: el tramo entre la estación Chile España (la cual conecta con la Línea 3) y El Peral será inaugurado en el año 2032, mientras que el segmento entre Los Leones (la cual combinará con las Líneas 1 y 6) y Diagonal Oriente será inaugurado en 2033.

#### Línea A; de Cerro Navia a Aeropuerto Pudahuel

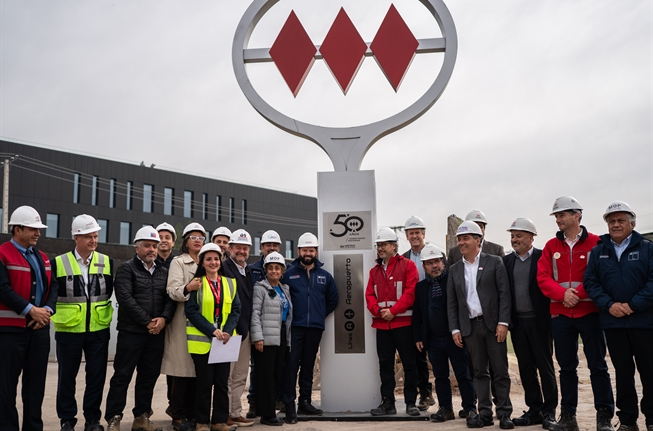
Presentación de la Línea A del Metro en la comuna de Cerro Navia el 2 de junio de 2025

El 14 de mayo de 2025, el periódico Diario Financiero reportó que el presidente Gabriel Boric anunciaría en la cuenta pública de ese año el proyecto de un tren ligero que conectaría la futura Línea 7 con el Aeropuerto Internacional Arturo Merino Benítez. Con una extensión estimada de entre seis y siete kilómetros, el tren conectaría el terminal aéreo con la futura estación emplazada en avenida Mapocho Sur con Huelén en Cerro Navia.
Finalmente, ante el Congreso Pleno, el presidente Boric anunció el 1 de junio de 2025 la construcción de la Línea A, que sería una línea de metro ligero que conectará la principal terminal aérea del país y la estación Huelén de la Línea 7.

#### Extensión de Línea 6 a Maipú poniente
En la Cuenta Pública de 2025, el presidente Gabriel Boric anunció que la Línea 6 sería extendida nuevamente desde la Estación Lo Errázuriz hasta el Hospital El Carmen en la comuna de Maipú, pasando por la plaza homónima y recorriendo 6,4 km y 3 nuevas estaciones que serían entregadas no antes del 2037.

#### Extensión de Línea 4A  al poniente; La Cisterna, Lo Espejo, Cerrillos y Maipú
Durante su última cuenta pública, el 1 de junio de 2025 fue anunciada por el presidente Gabriel Boric la extensión de la línea 4A a las comunas de Lo Espejo, Cerrillos y Maipú, conectando con la estación Del Sol de la Línea 5; al mismo tiempo, se anunció que la línea cambiaría de nombre, pasando a ser la Línea 10 y se remodelarán las estaciones ya existentes para hacerlas compatibles con la nueva tecnología.
La extensión implica 10 kilómetros más y 7 nuevas estaciones que serían entregadas no antes del año 2037.

## Propuestas de nuevas líneas y extensiones

### Nuevas líneas

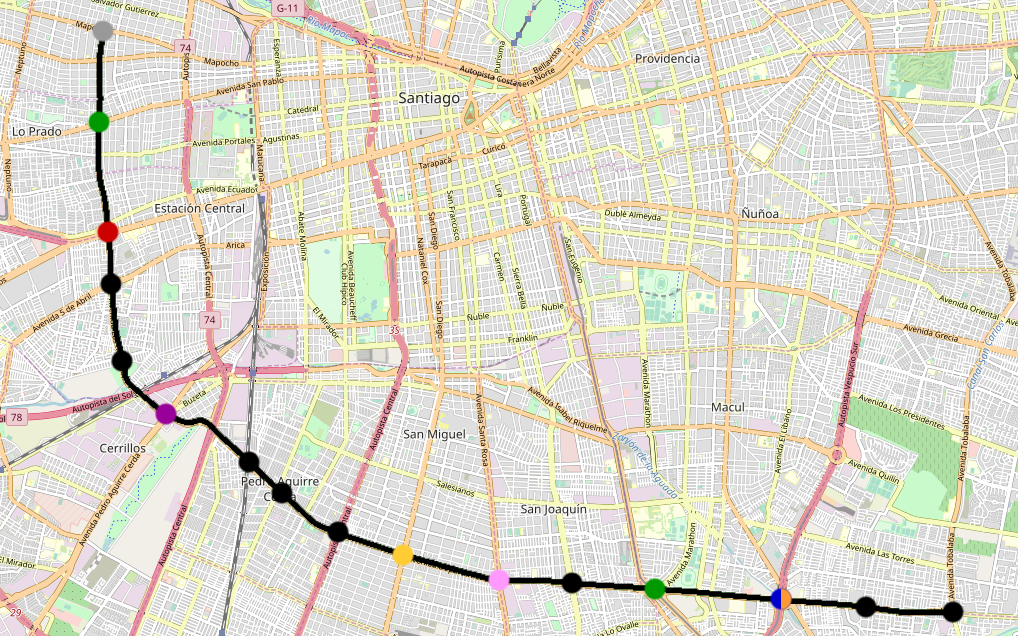
Propuesta de Ex Línea 10 presentada en enero de 2019.

- Línea "semicircular" o "Ex Línea 10": Línea circular que permitiría articular el anillo intermedio de la ciudad en el eje Departamental-Las Rejas-Dorsal. Comenzaría en Providencia atravesando el Cerro San Cristóbal hacia el norte y girando al poniente por Avenida Dorsal hasta Renca, luego giraría hacia el sur por el eje Sergio Valdovinos y Avenida Las Rejas, continuando hacia el suroriente por Avenida Departamental hasta finalizar en Avenida Tobalaba.[258][259][260][261] El 22 de enero de 2019, durante la inauguración de la Línea 3, el presidente Sebastián Piñera anunció el desarrollo de estudios para una posible Línea 10, ante la cual se considera la posibilidad de que realice el trazado antes descrito desde Mapocho hacia el sur por Las Rejas y Departamental hasta Tobalaba.[262][263][264] En su trazado completo beneficiaría al sector suroriente, sector sur, sector surponiente, sector norponiente, sector norte, y sector nororiente, evitando pasar por el centro.
- Línea "5 de Abril-Blanco Encalada - Santa Isabel - Bilbao": Línea paralela a la 1 por el sur, comenzando en la estación Del Sol o Monte Tabor en Maipú, recorriendo Simón Bolívar, Avenida 5 de Abril, Arica, Avenida Blanco Encalada, conectando con la línea 2 en Toesca, luego continúa por Avenida Santa Isabel conectando con la línea 5 en Parque Bustamante, continuando por Avenida Francisco Bilbao conectando con Inés de Suárez en a línea 6 y Bilbao en la línea 4, llegando hasta Avenida Padre Hurtado o girando hacia el norte por Avenida Manquehue hasta la Rotonda Irene Frei de Vitacura. Beneficiaría al sector surponiente, centro y oriente de la capital, entre Maipú y Las Condes.[265][258][266][259][260]
- Línea "Tobalaba-Vespucio": Línea de la zona precordillerana de Santiago. Podría comenzar en Tobalaba con San José de la Estrella y continuar hacia el norte por Avenida Tobalaba hacia Peñalolén y La Reina, conectando con la Estación Fernando Castillo Velasco en la línea 3. Combinando  además con la estación Príncipe de Gales en la línea 4, para seguir por Avenida Américo Vespucio hasta Avenida Vitacura, combinando en Escuela Militar en la línea 1. Contempla un trazado alternativo por avenida Manquehue.[265][258][259][260] Beneficiaría significativamente al sector suroriente, y nororiente de la capital entre La Florida y Vitacura.

### Extensiones
- Extensión de Línea 1 hasta Avenida Mapocho: Dado el anuncio de la construcción de la Línea 7, también surgió la idea de continuar la Línea 1 a través de Avenida Neptuno hasta Avenida Mapocho en el poniente, donde podrían combinar.[258][259][260]
- Extensión de Línea 2 al centro de San Bernardo: Luego de ser construida la extensión hasta Hospital El Pino, se espera que se pueda extender aún más, hasta Avenida Balmaceda, y luego girando al poniente por Colón hasta Avenida Freire, a una cuadra de la Plaza de Armas de San Bernardo agregando dos o tres estaciones a la comuna y combinando con el Tren Nos-Estación Central en la Estación San Bernardo.[258][259][260] En la inauguración de la Estación Hospital El Pino, el alcalde Christopher White solicitó públicamente la extensión de 2,5 kilómetros adicionales hasta Padre Hurtado con El Mariscal sumando dos nuevas estaciones. Al ser consultado el presidente del Metro, Guillermo Muñoz, contestó que era parte de la cartera de proyectos de extensión del Metro que están evaluándose.[267]
- Extensión de Línea 3 al Hospital Militar de La Reina: En la presentación oficial de las líneas 3 y 6 en 2012, el presidente Sebastián Piñera solicitó formalmente al Metro estudiar la extensión del proyecto en 1,7 kilómetros hasta el Hospital Militar, ubicado en La Reina. “De esa forma estaríamos dándole un mejor servicio a La Reina y acercándonos más a Peñalolén”, señaló Piñera. Esta extensión beneficiaría, además del Hospital, al sector de Villa La Reina, al Aeródromo Tobalaba, al Barrio Industrial, a La Reina Alto y al sector nororiente de Peñalolén.[268] El 22 de mayo de 2012, Metro confirmó que realizaría una segunda etapa de construcción de la Línea 3, que partiría una vez finalizados los trabajos en 2018, y que permitirán la creación de la nueva estación Hospital Militar como nueva terminal de la línea por el oriente.[269][260][262][270] Esta opción fue posteriormente descartada privilegiando la extensión hacia Quilicura, pero luego de la inauguración de la línea en enero de 2019, el presidente Piñera señaló nuevamente que luego de las anunciadas Líneas 7, 8 y 9 para 2026, estaba considerada construir dicha extensión.[271]
- Extensión de Línea 4 a Huechuraba: En el límite norte de la línea, se propone extenderla 2 o 3 estaciones a través del Cerro San Cristóbal por Avenida El Salto en la Ciudad Empresarial en Huechuraba. Esta extensión dependerá principalmente de la construcción de la línea semicircular que podría atravesar el Cerro San Cristóbal, y del Teleférico Bicentenario. Otra propuesta más extensa sugiere continuar por Américo Vespucio Norte hasta Los Libertadores en la Línea 3.[258][259][260]
- Extensión de Línea 4A hacia el poniente: Se espera que en el futuro la línea sea extendida hacia el poniente ya que al construirse la Autopista Vespucio Sur se dejó el trazado ferroviario listo para la construcción de la línea una vez que la densidad poblacional y los recursos económicos permitan materializarla. Las propuestas van desde una simple extensión a Lo Espejo, continuar hasta una eventual combinación con la Línea 6 en Avenida Salvador Allende, continuar hasta Maipú en la Estación Del Sol de la línea 5, continuar al norte hasta la Ruta 68 o incluso hasta el Aeropuerto de Pudahuel.  De construirse, beneficiaría al sector poniente de la comuna de La Cisterna, y particularmente a Lo Espejo, comuna que no cuenta con metro, también a Cerrillos, Maipú y Pudahuel.[258][259][260] En junio de 2019 el alcalde de Lo Espejo, Miguel Bruna, se reunió con el presidente de Metro, Louis de Grange, para presentar informes favorables a dicha extensión y declararse "socios estratégicos" para dicho fin.[272] Esta discusión ha dado pie a la idea de una posible línea 4B que conectaría con la estación Lo Espejo.[273]
- Extensión de Línea 5 a Camino a Melipilla: Se espera que la línea 5 se extienda con 1 o 2 estaciones más hacia el sur, alcanzando Avenida Camino a Melipilla en Maipú, pues está a sólo 1,9 km de la Estación Plaza de Maipú y beneficiaría a la zona surponiente de Maipú, así como también a Padre Hurtado, Peñaflor y Talagante, ya que es la puerta de entrada a la ciudad desde el surponiente. Dependerá en gran medida de la construcción y planificación del Melitren.[258][259][260] La estación iba a ser un sistema de transbordo intermodal entre el metro y este tren de cercanías, sin embargo la estación fue descartada del proyecto durante el proceso de evaluación ambiental del Melitrén debido a su ubicación en una zona de almacenamiento de combustibles, en el cual la construcción está restringida por el Plan Regulador comunal de Maipú, dejando la opción de llegar hasta Camino a Melipilla a una eventual extensión de la Línea 6 por Avenida 3 Poniente.[274][275]
- Extensión de Línea 6 a Maipú: Además de la extensión de la Línea 6 hasta la estación Lo Errázuriz, se ha planteado la continuación de la misma hacia Maipú, por Avenida Salvador Allende, luego por Avenida 5 de Abril conectando con la Línea 5, y luego por Avenida Camino a Rinconada, para luego girar al sur por Avenida 3 Poniente en una zona densamente poblada de Maipú que podría llegar hasta Camino a Melipilla.[258][260][262][264] Luego de la inauguración de la Línea 3 en enero de 2019, el presidente Piñera reiteró que luego de los proyectos anunciados de las líneas 7, 8 y 9, estaba considerada la extensión de la línea 6 hasta al menos el Hospital El Carmen.[271] A inicios de 2023 el alcalde Tomás Vodanovic solicitó formalmente la extensión de la línea 6 hasta Avenida Las Naciones con Avenida Portales.[276][277]
- Extensión de Línea 7 al Aeropuerto y Lo Barnechea: Desde que fue anunciada la línea 7 surgieron propuestas de extenderla hasta el Aeropuerto de Pudahuel hacia el norponiente. En el otro extremo se espera que podría extenderse en 2 o 3 estaciones más hacia Lo Barnechea por Avenida Las Condes y Avenida La Dehesa.[278] El alcalde de Lo Barnechea, Felipe Guevara, ha propuesto una posible extensión de la Línea 7 por el oriente de 4,5 kilómetros,[279] hacia el sector de Portal La Dehesa, y en la cual su financiamiento se basaría en fondos aportados desde la municipalidad en la que se evaluarán estudios de rentabilidad social y flujo de pasajeros, en conjunto con los municipios de Vitacura y Las Condes.[280][281]
- Extensión de Línea 8 a Isidora Goyenechea: En junio de 2019 Louis de Grange, presidente del directorio de Metro, señaló que dentro de los estudios de ingeniería de la Línea 8 (que en su primera etapa irá desde Los Leones hasta Puente Alto) se considera la extensión de dicho servicio hasta la estación Isidora Goyenechea, combinando con las líneas 6 y 7.[282]

## Flujo de pasajeros
| Número de pasajeros anuales por línea (en miles de personas) | Número de pasajeros anuales por línea (en miles de personas) | Número de pasajeros anuales por línea (en miles de personas) | Número de pasajeros anuales por línea (en miles de personas) | Número de pasajeros anuales por línea (en miles de personas) | Número de pasajeros anuales por línea (en miles de personas) | Número de pasajeros anuales por línea (en miles de personas) | Número de pasajeros anuales por línea (en miles de personas) | Número de pasajeros anuales por línea (en miles de personas) |
| Año                                                          |                                                              |                                                              |                                                              |                                                              |                                                              |                                                              |                                                              | Total                                                        |
| ------------------------------------------------------------ | ------------------------------------------------------------ | ------------------------------------------------------------ | ------------------------------------------------------------ | ------------------------------------------------------------ | ------------------------------------------------------------ | ------------------------------------------------------------ | ------------------------------------------------------------ | ------------------------------------------------------------ |
| 1975                                                         | 1860,2                                                       | —                                                            | —                                                            | —                                                            | —                                                            | —                                                            | —                                                            | 1860,2                                                       |
| 1976                                                         | 11 979,7                                                     | —                                                            | —                                                            | —                                                            | —                                                            | —                                                            | —                                                            | 11 979,7                                                     |
| 1977                                                         | 33 579,7                                                     | —                                                            | —                                                            | —                                                            | —                                                            | —                                                            | —                                                            | 33 579,7                                                     |
| 1978                                                         | 62 595,2                                                     | —                                                            | —                                                            | —                                                            | —                                                            | —                                                            | —                                                            | 62 595,2                                                     |
| 1979                                                         | 73 371,9                                                     | 20 874,5                                                     | —                                                            | —                                                            | —                                                            | —                                                            | —                                                            | 94 246,5                                                     |
| 1980                                                         | 86 088,9                                                     | 20 876,4                                                     | —                                                            | —                                                            | —                                                            | —                                                            | —                                                            | 106 965,4                                                    |
| 1981                                                         | —                                                            | —                                                            | —                                                            | —                                                            | —                                                            | —                                                            | —                                                            | 132 600,5                                                    |
| 1982                                                         | —                                                            | —                                                            | —                                                            | —                                                            | —                                                            | —                                                            | —                                                            | 122 230,0                                                    |
| 1983                                                         | —                                                            | —                                                            | —                                                            | —                                                            | —                                                            | —                                                            | —                                                            | 109 030,0                                                    |
| 1984                                                         | —                                                            | —                                                            | —                                                            | —                                                            | —                                                            | —                                                            | —                                                            | 110 639,5                                                    |
| 1985                                                         | —                                                            | —                                                            | —                                                            | —                                                            | —                                                            | —                                                            | —                                                            | 130 459,6                                                    |
| 1986                                                         | —                                                            | —                                                            | —                                                            | —                                                            | —                                                            | —                                                            | —                                                            | 139 063,4                                                    |
| 1987                                                         | —                                                            | —                                                            | —                                                            | —                                                            | —                                                            | —                                                            | —                                                            | 133 336,7                                                    |
| 1988                                                         | —                                                            | —                                                            | —                                                            | —                                                            | —                                                            | —                                                            | —                                                            | 143 408,4                                                    |
| 1989                                                         | —                                                            | —                                                            | —                                                            | —                                                            | —                                                            | —                                                            | —                                                            | 145 853,0                                                    |
| 1990                                                         | 115 372,8                                                    | 39 665,4                                                     | —                                                            | —                                                            | —                                                            | —                                                            | —                                                            | 155 038,2                                                    |
| 1991                                                         | 113 058,8                                                    | 42 462,1                                                     | —                                                            | —                                                            | —                                                            | —                                                            | —                                                            | 155 520,9                                                    |
| 1992                                                         | 117 234,7                                                    | 43 328,8                                                     | —                                                            | —                                                            | —                                                            | —                                                            | —                                                            | 160 563,5                                                    |
| 1993                                                         | 124 566,9                                                    | 39 624,6                                                     | —                                                            | —                                                            | —                                                            | —                                                            | —                                                            | 164 191,5                                                    |
| 1994                                                         | 127 571,9                                                    | 39 480,6                                                     | —                                                            | —                                                            | —                                                            | —                                                            | —                                                            | 167 052,5                                                    |
| 1995                                                         | 126 533,5                                                    | 39 985,2                                                     | —                                                            | —                                                            | —                                                            | —                                                            | —                                                            | 166 518,7                                                    |
| 1996                                                         | 136 788,6                                                    | 41 755,1                                                     | —                                                            | —                                                            | —                                                            | —                                                            | —                                                            | 178 543,7                                                    |
| 1997                                                         | 141 094,0                                                    | 39 933,5                                                     | —                                                            | —                                                            | —                                                            | 18 707,2                                                     | —                                                            | 199 734,7                                                    |
| 1998                                                         | 136 141,4                                                    | 37 104,0                                                     | —                                                            | —                                                            | —                                                            | 23 143,9                                                     | —                                                            | 196 389,3                                                    |
| 1999                                                         | 129 399,1                                                    | 33 333,5                                                     | —                                                            | —                                                            | —                                                            | 22 028,0                                                     | —                                                            | 184 760,6                                                    |
| 2000                                                         | 138 606,8                                                    | 35 217,4                                                     | —                                                            | —                                                            | —                                                            | 33 998,4                                                     | —                                                            | 207 822,6                                                    |
| 2001                                                         | 132 146,6                                                    | 33 930,8                                                     | —                                                            | —                                                            | —                                                            | 36 412,9                                                     | —                                                            | 202 490,3                                                    |
| 2002                                                         | 128 984,6                                                    | 33 445,8                                                     | —                                                            | —                                                            | —                                                            | 36 434,3                                                     | —                                                            | 198 864,7                                                    |
| 2003                                                         | 130 749,2                                                    | 34 311,8                                                     | —                                                            | —                                                            | —                                                            | 38 218,1                                                     | —                                                            | 203 279,1                                                    |
| 2004                                                         | 145 193,5                                                    | 39 508,6                                                     | —                                                            | —                                                            | —                                                            | 47 062,4                                                     | —                                                            | 231 764,5                                                    |
| 2005                                                         | 158 254,0                                                    | 51 839,8                                                     | —                                                            | 2692,7                                                       | —                                                            | 54 317,4                                                     | —                                                            | 267 103,9                                                    |
| 2006                                                         | 167 192,4                                                    | 58 893,3                                                     | —                                                            | 48 419,2                                                     | 3292,1                                                       | 53 213,8                                                     | —                                                            | 331 010,8                                                    |
| 2007                                                         | 256 037,4                                                    | 120 468,9                                                    | —                                                            | 114 008,3                                                    | 20 874,4                                                     | 89 385,0                                                     | —                                                            | 600 774,0                                                    |
| 2008                                                         | 272 104,0                                                    | 128 830,0                                                    | —                                                            | 123 921,0                                                    | 20 941,0                                                     | 95 885,0                                                     | —                                                            | 641 681,0                                                    |
| 2009                                                         | 258 174,0                                                    | 121 836,0                                                    | —                                                            | 117 509,0                                                    | 19 659,0                                                     | 90 735,0                                                     | —                                                            | 607 913,0                                                    |
| 2010                                                         | 259 500,0                                                    | 122 302,0                                                    | —                                                            | 115 667,0                                                    | 19 028,0                                                     | 104 220,0                                                    | —                                                            | 620 717,0                                                    |
| 2011                                                         | 252 687,0                                                    | 120 241,0                                                    | —                                                            | 115 598,0                                                    | 18 254,0                                                     | 133 160,0                                                    | —                                                            | 639 940,0                                                    |
| 2012                                                         | 253 000,0                                                    | 121 600,0                                                    | —                                                            | 116 000,0                                                    | 19 900,0                                                     | 136 000,0                                                    | —                                                            | 648 735,7                                                    |
| 2013                                                         | 263 600,0                                                    | 121 900,0                                                    | —                                                            | 120 100,0                                                    | 19 600,0                                                     | 141 700,0                                                    | —                                                            | 666 900,0                                                    |
| 2014                                                         | 262 000,0                                                    | 121 800,0                                                    | —                                                            | 119 400,0                                                    | 20 300,0                                                     | 144 100,0                                                    | —                                                            | 667 649,2                                                    |
| 2015                                                         | 257 400,0                                                    | 118 800,0                                                    | —                                                            | 119 800,0                                                    | 20 600,0                                                     | 144 600,0                                                    | —                                                            | 661 173,2                                                    |
| 2016                                                         | 261 000,0                                                    | 121 100,0                                                    | —                                                            | 120 200,0                                                    | 20 800,0                                                     | 146 900,0                                                    | —                                                            | 670 073,1                                                    |
| 2017                                                         | 270 600,0                                                    | 123 000,0                                                    | —                                                            | 118 800,0                                                    | 20 400,0                                                     | 146 800,0                                                    | 5500,0                                                       | 685 100,0                                                    |
| 2018                                                         | 278 100,0                                                    | 121 300,0                                                    | —                                                            | 118 900,0                                                    | 20 000,0                                                     | 143 700,0                                                    | 39 100,0                                                     | 721 000,0                                                    |
| 2019                                                         | 262 700,0                                                    | 102 900,0                                                    | 55 800,0                                                     | 101 900,0                                                    | 16 500,0                                                     | 123 100,0                                                    | 40 700,0                                                     | 703 700,0                                                    |
| 2020                                                         | 93 240,9                                                     | 43 179,8                                                     | 27 338,6                                                     | 37 797,5                                                     | 5944,3                                                       | 39 424,3                                                     | 16 433,2                                                     | 263 358,8                                                    |
| 2021                                                         | 118 428,9                                                    | 54 334,2                                                     | 36 913,6                                                     | 53 573,7                                                     | 9514,9                                                       | 64 891,5                                                     | 21 719,7                                                     | 359 376,7                                                    |
| 2022                                                         |                                                              |                                                              |                                                              |                                                              |                                                              |                                                              |                                                              | 544 475,3                                                    |
| 2023                                                         |                                                              |                                                              |                                                              |                                                              |                                                              |                                                              |                                                              | 599 090,4                                                    |